# Fate/Apocrypha
《Fate/Apocrypha》（日語：フェイト/アポクリファ，中文：命運/外傳），TYPE-MOON文字冒險遊戲《Fate/stay night》的外傳小說，作者是東出祐一郎，插圖由近衛乙嗣繪畫。故事講述的是特殊的聖杯戰爭，能成為御主有14人，同樣從者也有14名，更被分為了紅黑兩大陣營，而聖杯本身也召喚了一名特殊職階的從者－裁定者（Ruler）。
2016年4月15日發售的《TYPE-MOON ACE VOL.11》的訊息表示，《Fate/Apocrypha》漫畫化，由石田晶作畫，並在6月26日的《月刊Comp Ace》上連載。
2016年12月31日宣布電視動畫化，並同時公開動畫官網、主視覺圖以及宣傳影片，由A-1 Pictures負責製作，2017年7月1日由東京都會電視台首播，海外地區則由Netflix與bilibili網路放送。

## 概要
本作原本是與《Fate/EXTRA》同期進行的線上遊戲企劃（Fate Online Project），以聖杯戰爭為舞台的，並邀請了多位創作者製作設定與角色設計，不過後來因為諸多事情的緣故，這個企劃擱置，相關設定收於設定集《Fate/complete material IV Extra material》。其後，當時的創作者之一東出佑一郎受到邀請，以當時各人製作的設定為藍本進行小說創作，並正式轉型成外典的形式，原定4卷後來增加至5卷。

### 世界觀
在第三次聖杯戰爭過後，愛因茲貝倫、遠坂、馬基里御三家處於虛弱無力的狀態，大聖杯系統因而被納粹勢力所奪取，後來又被其他的魔術師搬運至別處。冬木市的聖杯戰爭也迎來終結，是原作遊戲的平行世界。
聖杯戰爭的資訊被公佈，此後在世界各地都發生聖杯戰爭的「亞種」，召喚英靈變得稀鬆平常。然而這些亞種的聖杯戰爭召喚的英靈數量有限，基本上都無法重現出冬木市的規模，召喚的從者最多只有五個，即使儀式成立，那也不能實現所有的願望，且也無法到達根源。
第三次聖杯戰爭最後由於小聖杯被破壞而無疾而終不了了之，所以第四次聖杯戰爭《Fate/Zero》和第五次聖杯戰爭《Fate/stay night》並沒有發生。

### 用語解釋
亞種聖杯戰爭
在冬木的聖杯戰爭以大聖杯被奪走為結局落幕後，世界各地所發生的小規模聖杯戰爭。
達尼克為防止有人找尋被他奪走的大聖杯，便向所有魔術師公布聖杯戰爭的儀式方法及資訊，讓希望能更接近根源一步的魔術師們瘋狂地著手製作聖杯。
但雖然投入舉辦聖杯戰爭的魔術師絡繹不絕，成功的機率卻非常低。被製作的一百個聖杯裡，其中九十五個在製作過程中受損。剩餘的五個成品中，又有四個在不完全狀態下注入魔力而爆炸。最後一個則在和冬木完全無法相比的劣化儀式中被成立，為只能招喚兩騎到五騎從者的劣質聖杯。話雖如此，所蓄積的魔力也足以實行各式或大或小的奇蹟。
Ruler（裁定者）
不同於原本聖杯戰爭中，Saber、Archer等七種職階的額外職階。本身不參加聖杯戰爭，而是做為監督者來管理戰爭的過程，只會在必要時才會適當的介入。
由於作為監督者的立場必須貫徹中立，只能由沒有任何願望要託付給聖杯的高潔英靈才能擔任。
聖杯的緊急應變系統之一。當聖杯戰爭發生異常狀態的情況時，為確保聖杯戰爭的儀式能正常運作，由聖杯自己召喚而來的管理者。
為實行監督聖杯戰爭的工作，被聖杯授予各種特殊能力。例如說可以看破Servant的真名與情報的「真名看破」、探索周圍十公里內Servant的搜索能力、Assassin的「氣息遮斷」對她無效，和可以對每個Servant行使兩次令咒的「神明裁決」等等。

### 故事簡介
第三次聖杯戰爭中冬木之地丟失的大聖杯「第七百二十六號聖杯」在羅馬尼亞發現。六十多年後，當初在第三次聖杯戰爭中勾結納粹德國的參戰魔術師，糾集一群魔術師以千界樹一族的名義，向時鐘塔宣戰，並打算成立新的魔術協會。
他們利用聖杯系統召喚七名從者，而時鐘塔利用大聖杯的「非常時期機制」再召喚另一派別的七名從者。聖杯為了裁定這項意料之外的聖杯戰爭，本身也召喚一名特殊職階的從者——裁定者。
故事的主軸，就環繞在紅黑雙方十四名從者和御主的戰鬥以及制裁者衝突當中。

## 登場人物

### 主角
Ruler（聲：坂本真綾）
身高：159厘米，體重：44公斤，三圍：B85、W59、H86，屬性：秩序・善
能力參數：力量：B，耐久：B，敏捷：A，魔力：A，幸運：C，寶具：A++
真名為「貞德」，是正確引導聖杯戰爭的旗手，天主教聖人之一。
聖女貞德作為被聖杯戰爭本身大聖杯所召喚的第15位英靈，職階是「裁定者（Ruler）」，沒有御主，有着正確管理聖杯戰爭的職責，作為監察者的存在意義是確保聖杯戰爭正常進行，一般而言是不會出手的。
為此被授予各種特殊能力，例如：擁有能把Assassin「氣息屏蔽」無效化的搜敵能力，搜索極限為半徑十公里；掌握從者真名的技能「真名識破」，並且可以對各個從者各自行使兩次令咒。
持有令咒的部份和聖杯戰爭的監督者一樣（令咒在背上），參賽的從者有14個所以手上共有28劃，也能自由轉移給御主，但不可以同時把所有令咒用在一個從者上。
以依附在他人肉體上的形式，在法國被召喚出來。身體的主人是名為蕾緹希婭的農村出身的學生少女。人格方面與其說是多重人格，不如說是貞德和蕾緹希婭兩者的合併，亦具備蕾緹希婭的大部分記憶。雖然聖杯授予貞德在現世生活所必須的知識，但是其中不包含教科書的內容，蕾緹希婭本身的知識便是Ruler的知識極限。所以當她在讚嘆普及的現代教育而拿起數學教科書時，完全看不懂裡面的內容。
無法進行靈體化，所以需要吃飯與睡眠。因而使用蕾緹希婭的錢購買機票前往布加勒斯特，再搭順風車前往戰場圖利法斯。加之必須進行飲食，雖然不吃飯也不會餓死，但是肉體會由於飢餓而非常不適。
以從者身份相待時，沈默寡言而冷靜。另一方面，本來的貞德是個素樸又溫順的十六歲女子。雖然將規律放在第一，爲了守護規則而揮劍，但基本上她重視全部參與聖杯戰爭的人類和英靈。本身沒有要託付給聖杯的願望，而這一點也是成為「Ruler」的先決條件。
最終戰中使用红莲之圣女破坏大圣杯8成，然后消失。在結局中，以真实的外表到達世界的裏側，與變化為法夫納的齊格重逢，並與他再次展开新的旅程。
職業技能：
- 對魔力：EX

由於Saber職階的適性，以及不可動搖的信仰心，而發揮出高強的抗魔力。不分種類，分類為「魔術」之物就不可能傷害到她。
但是，只是將魔術錯開而已，在廣範圍魔術攻擊的情況下，能得救的也只有自己。另外，並不適用於教會的秘跡。
- 真名看破：B

可以在目視到Servant時立刻把握其真名、職階以及性能情報。面對具有隱藏真名及性能的固有能力或寶具時，須按幸運等級來判定。
另外，能偵察其他Servant的位置和狀態。
- 神明裁決：A

賦予Ruler的最高權限。對聖杯戰爭雙方每騎參賽Servant擁有兩劃令咒的權利，能夠以令咒強制Servant放下立場執行命令，但不能交互使用，而且不能用其他Servant的令咒來代替。
固有技能：
- 啟示：A

和「直感」類似的技能。直感是戰鬥中的第六感，但「啟示」適用於所有關乎到目標達成的事象，例如在旅途中選擇最適合的道路等等。
由於貞德本人認為毫無根據，所以沒辦法向他人好好說明。
- 統率力：C

統領軍隊的天生才能。當貞德在戰場上手持旗幟出現在士兵面前時並參與突擊的姿態，軍隊的士氣會大幅提高至極限，讓大軍化成一體。
也由於領導力的緣故，貞德能以此讓他人相信「啟示」那毫無根據的內容。
- 聖人：B

代表被認定為聖人而獲得的技能。在作為從者被召喚時，從「秘跡的效果上升」、「HP自動回復」、「統率力提升1級」、「製作聖骸布」當中選擇其一作為附加能力。
在本次聖杯大戰中，貞德選擇「制作聖骸布」。
持有的寶具：
- 吾主在此（Luminosite Eternelle）

等級：A-
性質：結界寶具
範圍：1～10
最大捕捉：???
透過揭示聖旗，將EX等級的對魔力轉換為包含對物理攻擊的防禦力。乃是在戰場上揮舞旗幟、近乎無傷地戰勝到最後的傳說具現化。
但是，舉起聖旗的期間，貞德也將無法進行一切攻擊。而且，敵方攻击傷害會持續累積在聖旗上本身，所以不能濫用。
- 紅蓮的聖女（La Pucelle）

等級：C（EX）
性質：特攻寶具
範圍：???
最大捕捉：???
將貞德的火刑詮釋成攻擊而產生的概念結晶武裝。
以貞德生前從未用過的聖凱薩琳之劍為觸媒，具現出過去曾灼燒自身的火焰。這份火焰只會對她認為必須擊垮的目標造成傷害，也就是對單純的強敵、或是在憎惡等感情的驅使下並不能使用
為固有結界的亞種，是將心象世界結晶化而成的劍。而一旦讓寶具顯現，戰鬥結束後貞德就會消失，是以自己的生命為代價才能使用的特攻寶具。
等級為C是因為劍還在鞘內，也就是使用前的狀態。使用後是EX則是因為破壞力無法測量。
蕾緹希婭（Leticia）
與魔術世界完全無關的普通女學生，唯獨信仰心比其他人多一倍。在極端平凡的人生之中，接受聖女貞德的委託而出借自己的肉體。
被附身的蕾蒂希亞只是把主導權交出去，人格並未沉睡。她的狀況就像是在看電影一樣，以旁觀角度注視貞德的一舉一動以及她心裡的想法。精神層面兩人保有一定程度的互通，可是相對的有一些思考會互相影響，例如蕾緹希婭作為平凡少女的思維會間接影響一生忙碌於奉獻國家而不曾戀愛的貞德。
身為Ruler和齊格的見證人，對貞德而言算是某種意義上的最後防線，為了不察覺自己情愫而獻上的羔羊。
在貞德達成目的或者中途死亡的瞬間，蕾緹希婭的身軀會按照備份好的情報取回原來的姿態。根據情況甚至會強制轉移至安全的場所，其間即使受到任何傷勢也會立即再生。所以貞德無論承受多重的傷，對蕾緹希婭也不會有影響。但是，即便在貞德消失後，她仍是選擇留在戰場上，直至結束以前見證齊格的戰鬥以及變化為法夫納。
在結局中，她和黑方Rider成为朋友，並獲得蓋列斯資助其返回家鄉的旅费，與眾人造別後返回家鄉，回歸一般生活。而在這之後的日子中，她以「希望那兩人能夠得到幸福」為祈禱的指針，相信著每天都會發生的少許奇蹟，獻上自己的祈願。
齊格（Sieg，聲：花江夏樹）
身高：165厘米，體重：53公斤，血型：不明，生日：不明
千界樹家族利用從艾因茲貝倫等家族盜出的技術製造的人造人，設計目的是為了承擔從者使用魔術與寶具、自行治癒等的魔力消耗，本來只是沒有自我的消耗品。
魔術回路極其優秀，但沒有足夠用來發揮的肉體。此外造成時知識已經齊備，高等數學一瞬間就可以解出。因為完全是為提供魔力而設計，因此除了這部分功能外，其他部分都非常脆弱，短時間步行就會耗盡體力、損傷身體，即使嘗試說話也伴隨極大的痛苦，並且很難發聲。即使沒有其他因素，其壽命最多也只有三年。
因為奇跡般的概率產生自我意識，並在死亡的威脅下產生活下去的衝動。於是使用魔術回路，脫離魔力供給槽。期間先後獲得黑方Rider和Archer的幫助，以及其他人造人刻意放過其行蹤的舉動，成功在城堡中暫時避開千界樹家族和黑方Caster的追捕，並在黑方Archer的啟導下，開始學習走路及尋找生存的意義和目的。
在紅方Berserker襲來時，黑方Rider想趁機助其逃跑，但被黑方Saber與其御主歌爾多攔下。之後受到歌爾多的攻擊，受傷瀕死。因黑方Saber受到黑方Rider關於英雄的質問而自我覺悟，反把歌爾多擊倒，然後將自己的心臟移植給將要死亡的人造人，拯救其性命。
得到黑方Saber的心臟後，肉體發生變化，身材變得較為高大，肉體也變得可以承受適用魔術的負擔，壽命也有百年以上，成為鍊金術歷史上未曾有過的存在。至今為止都沒有名字的人造人感念其恩德，決定取名為齊格。告別黑方Rider，之後一直獨自行動，有了想救出自己的人造人同類的願望，並遇見Ruler，與其一起行動。
在红黑方大战时介入，救下負傷的露露和魔力供給槽裡的人造人。后攻击红方Saber，但反被其打倒，后身体出现特殊令咒：龍告令咒并回复正常，每消耗一枚令咒后变成黑方Saber（持续180秒），后战斗被打断，变回齐格后遭到黑方Rider的Master賽蕾妮可虐待。在賽蕾妮可遇襲而死后以令咒与黑方Rider签订契约成为其Master。
后与其他Servent合作打倒叛變的黑方Caster所制作的巨人。之后與菲歐蕾帶領的千界樹家族協調，解放其他人造人，不再利用他们戰爭和充当魔力供給器，改为以顧傭的方式在城堡中生活。隨劇情的發展，與不同的人的相遇中不斷成長。其心靈的純潔被貞德及言峰四郎認為是理想中的人類形態。但同時身體靈魂亦被其龍告令咒的副作用所侵蝕，令咒消失的地方以至手臂都變成黑色。
最終戰中，在貞德（Ruler）對言峰四郎及聖杯使出捨身攻擊後，立下覺悟以自身之力與言峰四郎決戰。初時陷入苦戰，更被四郎以劍貫穿，但憑堅強的信念以及從弗蘭肯斯坦（黑Berserker）引發的生命之雷中繼承的永動機Bridal Chest突然覺醒，最終以Blasted Tree擊敗言峰四郎。
在最後因龍告令咒的副作用化身為半人龍，并向大聖杯許願成為傳說中的邪龍法夫納，相信著人類的可能性而帶著聖杯前往世界的裡側，阻止「全人類的救濟」。在世界的裏側一直等待着貞德，直至與她重逢（動畫版還變回人型），並與她再次展开新的旅程。
齊格亦在2015年手機遊戲《Fate/Grand Order》自2018年4月29日活動「Fate Apocrypha/Inheritance of Glory」起以「Caster」的職階登場，在遊戲中被描述為可在發動寶具時從人型轉變為邪龍，寶具為灼熱龍息‧萬地融解。

### 「紅」之陣營
根據魔術協會陣營的要求，組織起來以對抗黑之陣營的陣營。除魔術協會外，聖堂教會亦屬於該陣營。

#### 御主／主人
四郎·言峰（聲：內山昂輝）
身高：169厘米，體重：59公斤，屬性：秩序・善
紅方Assassin的御主。聖堂教會的神父，年紀根據獅子劫目測，大約不到20歲。
第三次聖杯戰爭的監督言峰璃正名義上的養子。跟義兄弟言峰綺禮沒有實質上的交流。被委託作為御主與監督者參與這次的聖杯戰爭。成為了Assassin的御主，兩人類似戀人的關係，但實際上為互相利用（不过Assassin最终真的爱上對方），欺骗她在完成自己的願望後，讓她成为新世界的女王（但他本打算用令咒讓Assassin自杀，成为填充聖杯的力量）。
在開戰之後說服了其他5名紅方的御主交出令咒讓他指揮戰爭（實為利用紅方Assassin下毒而取得令咒），現在實質上是6名從者的主人。隨後又和黑方Caster达成契约，成为其Master。
真實身分是第三聖杯戰爭時被召喚的從者之一，真名為天草四郎時貞，日本江戶時代島原之亂的領袖。職階為Ruler，是艾因茲貝倫家族為獲得勝利，私自違規召喚出來的非正規從者。
生前的最後雖是接受了自己的敗亡與讓跟隨者死亡的責任，但無法認同以這麼多鮮血換來的結果只是無意義的浪費，於是死前向天發誓，若有下一次的機會，絕對要排除萬難，創造所有人都能幸福的世界。
若不是以Ruler職階被召喚的話，作為從者就是三流。沒什麼用途的寶具，再加上做為英靈的歷史非常新，一般而言想在聖杯戰爭中得勝是極為困難的。然而他非常擅長算計，配合作為Ruler的特權能力能建構出非常有利的戰術。
第三次聖杯戰爭由於達尼克及德軍的介入而不了了之，對此感到不甘的天草向聖杯交換了受肉的契約，作為言峰璃正的養子活了下來，因為職階曾是Ruler，因此仍保有「真名看破」的能力。
追求聖杯的目標是「全人類的救濟」，既是以第三魔法讓全人類皆變成不老不死的存在，藉此擺脫生老病死所帶來的慾望與痛苦。雖然是整起事件的最大黑幕，但本質是個善良的存在，真心為了拯救人類的大義而奉獻自己的一切。不過以另一方面來說仍是毫無疑問的惡，因為他不是要拯救人類本身，而只打算拯救「人類」這個種族而已。
最終戰中以牺牲右臂的代价挡下了贞德的红莲之圣女，但其后被齐格以肢裂的雷樹击中，最后在红方Assassin的怀中死去。
職業技能：
- 對魔力：A

A級以下魔術全部無效化，但不適用於教會的秘跡。
實際上現代的魔術師是無法傷害到他。
- 真名看破：B

可以在目視到Servant時立刻把握其真名及情報。面對具有隱藏能力的Servant須幸運值判定。
- 神明裁決：-

因為並非本屆參戰者，所以失效。
固有技能：
- 啟示：A

和「直感」相似的技能。直感是戰鬥中的第六感，但「啟示」適用於所有關乎到目標達成的事象。
由於本人認為毫無根據，所以沒辦法向他人好好說明。
- 統率力：C

統領軍隊的天生才能，但對運營國家無效。
能和志同道合的伙伴建立不畏死亡的羈絆，也以此讓人相信「啟示」那毫無根據的內容。
- 洗禮詠唱：B+

教會用魔術，對靈體有極大效果。搭配上其寶具，甚至能昇華Servant。
持有的寶具：
- 右腕‧惡逆捕食（Right Hand Evil Eater）、左腕‧天惠基盤（Left Hand Xanadu Matrix）

等級：C
性質：對人寶具
為歷經苦難的信眾送上希望，實踐奇蹟的雙手所化成的寶具。
透過與魔術基盤連接，能使用任何純粹知識的魔術。即便在怎麼不熟練，也能在某種程度上隨意行使，亦可用來強化洗禮詠唱。
然而雖是很方便的寶具，但要是對上真正精通魔術的從者就完全派不上用場。而他就是利用這項寶具「不需要熟練魔術就能使用」的恩惠，來控制奪來的大聖杯。
另外，右腕和左腕分別可發動和「心眼（真）」及「心眼（偽）」相似的能力。
獅子劫界離（聲：乃村健次）
身高：182厘米，體重：97公斤，血型：B型，生日：4月14日
紅方Saber的御主。時鐘塔的原學生，家族7代以來都是死靈法師，過去為了去除魔术刻印毒性的方法而離開時鐘塔，并成为魔术使（即魔术师殺手、賞金獵人）。
由於有著惡棍般的外表，校內的學生對他退避三舍，也常常被警務人員攔下來臨檢。
使用沒有名字的水平式雙管霰彈槍進行戰鬥，在撞針部分施加了咒術，可以擊發出纏繞著死靈法術的魔彈「指彈」。
被時鐘塔委託參加這次的聖杯戰爭，並利用時鐘塔交付圓桌騎士團的圓桌碎片召喚出了Saber。
感覺到同屬一方的言峰四郎與紅Assassin似乎另有打算而拒絕了對方的共鬥邀請，跟Saber單獨行動。
由於獅子劫家的先祖與惡魔所交換的契約而令魔术刻印产生毒性，以至妻子生出的孩子在出生没多久死去，连本來要接受其魔術刻印的養女也身亡。追求聖杯的目標是去除魔术刻印的毒性繼續傳承獅子劫的血脈，實際上為了自己的後代（不論親生與否）不再受到家族詛咒。
得知言峰四郎的真正目的后，与红方决裂，后单独行动。进攻红方城堡时中了红方Assassin的毒药使一只眼睛失明。为救红方Saber强行闯入充满毒气的房间而身中劇毒，在红方Saber擊退红方Assassin不久後身亡。
在《Fate/Stay Night》的正史世界中與聖杯戰爭無緣，與艾梅洛閣下二世為熟人。
費因·馮·賽班（Feend vor Sembren）
原紅方Lancer的御主。時鐘塔的一級講師。
作為時鐘塔的代表前往羅馬尼亞出戰，但是跟言峰四郎協調後，將令咒跟戰鬥的實行權讓與他（實為被紅Assassin下毒而陷入幻觉中，期間交出令咒）。
洛特維爾·貝爾津斯基（Lotwell BellJinskiing）
原紅方Archer的御主。魔術協會所僱用的外部魔術師。別名為“銀蜥蜴（Silver Lizard）”。
在召喚從者前已被“紅”的Assassin下毒，精神徘徊在別的世界，不知何時會蘇醒過來。
金·拉姆（Gene Lamb）
原紅方Caster的御主。魔術協會所僱用的外部魔術師。別名“疾風車輪”。
在召喚從者前已被“紅”的Assassin下毒，精神徘徊在別的世界，不知何時會蘇醒過來。
潘特爾兄弟（Pentel brother）
原紅方Berserker、紅方Rider的御主。魔術協會所僱用的兩名外部魔術師。別名「結合的雙子（Gum Brothers）」。
在召喚從者前已被「紅」的Assassin下毒，精神徘徊在別的世界，不知何時會蘇醒過來。

#### 從者／英靈
紅方Saber（聲：澤城美雪）
身高：154厘米，體重：42公斤，三圍：B73、W53、H76，屬性：混沌・中庸
能力參數：力量：B+，耐久：A，敏捷：B，魔力：B，幸運：D，寶具：A
獅子劫界離以圓桌碎片召喚出的從者，一身白銀裝甲的幪面騎士。
真名為莫德雷德，亞瑟王底下的圓桌騎士的背叛者及亞瑟王與其姊摩根之子。
摩根為將亞瑟王與不列顛引向毀滅，藉由魔術取得亞瑟王的遺傳因子，再利用人造人的技術，以自身為母體生下莫德雷德。
可以算是亞瑟王的克隆，外表上無論是身高、體重還是體格都相同。並且因為是人造人的緣故，能力比普通人類優秀得多，成長也快於常人，但壽命也短於常人。由於這異於常人的特點，對自己懷有自卑感，在自信高傲的外表下，有著希望被人認同的渴望。
雖說為打倒亞瑟王而被創造出來的存在，卻對亞瑟王有著極強的憧憬，在得知自己流有亞瑟王的血脈時更是喜出望外。但在要求亞瑟王將自己作為繼承人時，被認為沒有為王的資質而被亞瑟王拒絕，也不承認她為自己的孩子。她認為王只因為身為摩根之子的緣故就否定自己，悲憤之下將至今為止的憧憬都轉變為憎惡，之後趁王遠征時，利用代理統治者的身份掌握了不列顛，並向王發動反叛。最後在劍欄之丘與亞瑟王相殺，死於王的槍下。但一直到最後，莫德雷德最渴望的只是得到亞瑟王的認可而已。
是一個金髮少女，不喜歡圓桌騎士和被當成女性，自身最大的願望就是挑戰拔起石中劍。有著能隱匿部份能力的頭盔。做為劍士，卻不以劍術為重心，會做出擲出劍的行為。認為紅方Assassin與母親有相似的氣息，而不喜歡對方。
在知道言峰四郎的真正目的後，與御主一樣選擇對抗。在空中庭園中，中了红方Assassin的陷阱被关入房间后中毒且受到红方Assassin的虐待，直到狮子劫界离衝入房间注入血清。用剑砍中红方Assassin的灵核。了解到自己是不喜欢王而不是不喜欢父亲（亚瑟王），在狮子劫界离死后消失。
職業技能：
- 對魔力：B

可將詠唱是三節以下的魔術無效化。即使是大魔法、儀禮咒法依然很難傷害她。
- 騎乗：B

能駕馭神獸和幻獸外的所有座騎。
固有技能：
- 直覺：B

常時在戰鬥中感覺到最適合自己的發展。視覺和聽覺妨礙的效果減半。
- 魔力放出：A

武器和身體上加入自己的魔力來強化。有跟騎士王抗衡的力量。
- 戰鬥續行：B

不會輕易死去。瀕臨死亡依然可以戰鬥，在沒有受到決定性的致命傷的情況下都可以活下來。
莫德雷德在被聖槍貫穿而瀕死之際，仍能給予騎士王致命一擊。
- 統率力：C-

統率軍團、提高部隊能力的稀有才能。在反抗體制時會發揮出真正價值。
持有的寶具：
- 隱藏不貞的頭盔（Secret of Pedigree）

等級：C
性質：對人寶具
平時用來隱藏頭部的頭盔。為母親摩根連同「絕對不可以摘掉」這句話一起贈予的頭盔。
能力值、職階技能之類泛用情報無法隱藏。但其他情報，例如真名、寶具、固有技能等等都會被隱藏，即使自己的Master和Ruler也看不到。
亦有相當的魔術抗性，此外，戰鬥結束後，還可以阻止對方回想自己的劍術。但作為代價，不拿下來就無法解放其他寶具。
頭盔解除機能時會分成兩邊與鎧甲化成一體。而同樣作為母親贈送的鎧甲，本身俱有極為優秀的防禦力，即使遭遇B級對軍，結果也只是受到重傷的程度。
- 輝煌燦爛的王劍（Clarente）

等級：C
性質：對人寶具
亞瑟王置於武器庫，象徵王位繼承權的劍。
原本約為B級寶具，有著被認為「比任何的銀更眩目」的白銀劍身，能增幅持有者的王威，使全能力上升一級，價值和必勝黃金之劍相當。但因莫德雷德盜走而降級，裝備時能獲得的加成也喪失了。
- 對我高貴父王的叛逆（Clarente Blood Arthur）

等級：C
性質：對人寶具
以持有的劍發出的全力一擊，其先端會放射出直線狀的紅雷。
為Clarente配合『魔力放出』後所使出的應用技，放出的赤色雷電正是經過增幅而扭曲的、對自身父親的思念。原本白銀的劍身會染上紅黑的血色，變得邪惡扭曲，佈滿憎惡。
紅方Archer（聲：早見沙織）
身高：166厘米，體重：57公斤，三圍：B78、W59、H75，屬性：中立・惡
能力參數：力量：D，耐久：E，敏捷：A，魔力：B，幸運：C，寶具：C
同時具有一身翠綠服裝和野性氣質的少女。
真名為阿塔蘭塔，是希臘神話中伊阿索斯（Iasus）的女兒，以駿足聞名的女獵人。
持有的兵器是狩獵女神阿耳忒弥斯賜與的「天穹之弓（Tauropolos）」，拉弓至全滿後箭矢會提升為A級，若再附加魔力的話破壞力可說等同飛彈。自身也具有著高超的射擊能力，遠程狙擊威猛，近身戰時也可以運用弓箭作戰。
第一卷中受命援助Berserker，曾以遠距離射擊擊退行動中的黑方Berserker。
有著出身王室卻遭父親遺棄在山上的悲慘過去，所以願望是祈求一個所有孩童能平安成長的世界。
由于Ruler消灭身為嬰靈集合體的黑方Assassin而怨恨她，而身心被黑方Assassin的怨灵缠身而黑化。与Ruler的战斗中使用「神罰的野豬」而变得更為凶残，最後被红方Rider与她同归于尽。
職業技能：
- 對魔力：D

可將詠唱是一節以下的魔術無效化。約略只有驅除魔力的護身符程度，稍為強些的魔術師都可以輕易地突破。
- 單獨行動：A

即使沒有Master仍能行動。但如使用寶具這類需要澎大魔力的時候，仍需要有Master的支援。
固有技能：
- 跨越阿卡迪亞：B

能夠跨越場地上包括敵人在內的所有障礙進行移動。
- 趕超的美學：C

讓對手先行動並加以觀察，然後取回主動。縱然是在賽跑，她都一定會讓對手先跑。
持有的寶具：
- 訴求的箭書（Phoibos Catastrophe）

等級：B
性質：對軍寶具
藉由「天穹之弓」射出祈求太陽神阿波羅與月女神阿爾忒彌斯加護的箭書。神回應這個請求，以給與敵方災厄的形式授予Archer加護，天上降落豪雨一般的光箭，進行廣泛圍全體攻擊。
- 神罰的野豬（Agrius Metamorphosis）

等級：B+
性質：對人寶具
一張魔獸卡呂冬野豬的皮，由殺死野豬的英雄墨勒阿格贈與。本來是月女神阿緹蜜絲降下的神罰之力，依附在野獸身上而變為魔獸，若施加在人體身上就會變化成恐怖的魔人。
裝備後會使阿塔蘭塔化為魔人，獲得相當於A級狂化的能力加成，以及對應環境藉此附加某些特質的A級變化技能。代價是理性消失，根據情況可能連自己的御主都不認得，是個使用與自爆無異的危險寶具。
因為化為魔人會使從者的身分發生變質，所以令咒、真名看破等針對從者的作用會無效。
此狀態下的弓名字改為「闇天之弓」（Tauropolos），以魔力生成的箭不但可以迅速連發，還全都具備寶具級威力。
紅方Lancer（聲：遊佐浩二）
身高：178厘米，體重：65公斤，屬性：秩序・善
能力參數：力量：B，耐久：C，敏捷：A，魔力：B，幸運：D，寶具：EX
印度史詩摩訶婆羅多的反英雄，真名為迦爾納，太陽神蘇利耶之子，有著象徵太陽神的神鎧與戰神因陀羅的神槍；與英雄王吉爾伽美什同為最強大的英靈。
極度隨和，對於任何事情都會以「原來如此，世界上也是會有這種事的」這樣的理由接受，所以神情總是冷淡。但內在實則重情重義，是名誠實而高潔的聖人。堅守著從者與御主間的忠義，不認同言峰四郎為代理御主，只是為了守護被奪走自我的原御主才不得已服從他。但同時，由於對事物人心理解太過透徹，講話又過於直接，無視對方的隱藏與欺瞞，因此讓人心生厭惡，甚至直接拔劍相對。
擁有許多非常強大的寶具，而他最強大的對神寶具「日輪啊，順從死亡（Vasavi shakti）」，是僅僅只能一擊，卻足以打倒眾神的弒神之槍，獨一無二的對神寶具。這東西甚至不存在於英雄王的寶物庫內，堪稱秘密武器中的秘密武器。但必須脫去黃金盔甲才能以此真名發動。
第一卷中受命狙擊Ruler，但出手前，便被黑方的Saber和其Master阻礙，認為黑方Saber是與阿周那同等的英雄，約定日後再戰後便自行離去。
第五卷与齐格战斗，中断后请求盖列斯和菲欧娜帮助被下毒药的红方Master。盖列斯和菲欧娜雖然希望他能加入阻止言峰四郎的行動，但紅Lancer以和黑方Saber有全力對決的約定而回絕。之后与齐格定下3分钟了结齐格性命，否则放他走的约定。戰鬥中發動了弒神之槍，卻被黑方Rider以從紅方Rider那借來的「蒼天環繞的小世界（Achilles Cosmos）」擋下，后被齐格以寶具擊中。最後與眾人交流一番後，無憾的消失。
職業技能：
- 對魔力：C

可將詠唱是兩節或以下的魔術無效化，但無法防禦大魔法和儀禮咒法等級的魔術。
但與其黃金之鎧搭配起來，效果就不止這樣。
固有技能：
- 貧者之見識：A

能看穿對方性格和屬性的眼力，也不會被言語上的辯白、欺瞞所騙。
- 無冠的武藝：-

由於各種理由而不被他人所承認的武具本領。從對方來看，劍、槍、弓、騎乘和神性的等級會比實際低上一級。揭露了真名的話，此效果將會消失。
- 騎乘：A

能駕馭神獸和幻獸外的所有座騎。
- 魔力放出（炎）：A

在武器和身體上加入自己的魔力來強化，能在武器附上火焰。
被描述為專門特化「火焰」的技能，即便是身軀也能綻放烈火，通常配合常駐的不滅之槍與黃金鎧甲。
雖能發揮強大的威力，但所消耗的魔力也非常劇烈。大量釋放的情況下持續時間不可超過十秒，否則作為御主的普通魔術師會無法動彈，而就算是一流的魔術師也會陷入無法行使魔術的疲憊狀態。
倘若有大量甚至接近無限的魔力供應，甚至能利用噴射火焰飛翔，空中時速達到400公里/小時。
持有的寶具：
- 日輪呀，化作甲胄（Kavacha & Kundala）

等級：A
性質：對人寶具
迦爾納的母親昆蒂對成為未婚母親感到恐懼，為了保護兒子而向蘇利耶請求授予的黃金之鎧和耳環。
放出太陽光輝的強力防禦型寶具。由於是光本身所化成的存在，即使是眾神也難以破壞。與迦爾納的肉體一體化，本人可以憑自己的意思交由他人使用。
能將所有敵對干涉（無論是物理還是概念）的傷害數值削減到十分之一。唯一缺點是不能抵擋來自內部的攻擊。
- 梵天呀，詛咒我身（Brahmastra Kundala）

等級：A+
性質：對國寶具
迦爾納從其師父處得到的對國寶具。藉由將魔力注入神槍「不滅之刃」（Brahmastra），並將神槍投射，釋放出宛如雪崩般破壞力的光輝。若再附上迦爾納的魔力放出，其威力足以比擬核彈。
職階為Archer會是弓箭，其他職階出現相應的飛行道具。
- 日輪呀，順從死亡（Vasavi shakti）

等級：EX
性質：對神寶具
因陀羅在奪去黃金之鎧時，由於迦爾納的態度實在太過高潔，認為不得不回報他而賜予的寶具。由雷光組成，足以打倒眾神的、僅僅一擊的必滅光槍。
以黃金鎧甲作為交換而顯現，裝備上以巨大防禦力換取的，僅能用一次，強力的「對神」性能之槍。能毀滅作為「唯一一個」的一切存在，生物、非生物甚至任何物體，包括魔獸、幻獸、神獸、人、盾、軍、城、結界、神……能將任何存在作為「唯一一個單位」燒灼並溶解。但唯有「世界」能夠抵抗，換言之以「世界」為概念的守護是貫穿不了的，但神槍就算單論威力也是非常強大，要完全抵禦是很困難的。
紅方Rider（聲：古川慎）
身高：185厘米，體重：95公斤，屬性：秩序・中庸
能力參數：力量：B+，耐久：A，敏捷：A+，魔力：C，幸運：D，寶具：A+
希臘史詩伊利亞德的英雄，神之子。
真名為阿基里斯，稱同郷（希臘神話）的阿塔蘭塔為「姐姐」，並總是和她一同行動。
性格奔放豪爽，好惡分明。對看不順眼的對象就算是國王也不會理會，而若是朋友就會非常珍惜，雖算為此與萬軍為敵也在所不惜。但也因此，一旦與自己的恩人或是尊敬的人為敵，態度便會變的遲疑不乾脆。
與赤方Assassin的關係非常惡劣，甚至聲稱如果是一般的聖杯戰爭首先就殺了她，因此幾乎不理會指示。
以特洛伊戰爭中的武勇聞名，人類中最快的英靈。作為從者可說是一流的，擁有異常豐富的寶具種類。
然而，弱點也如傳說一樣致命。作為唯一死穴的腳後跟遭到貫穿的瞬間，賦予不死身的勇者的不凋花（Andreas Amarantos）與給與超高跑速的彗星走法（Dromeus Cometes）會直接消滅，而且傷口會非常難以治療，若不透過強大的術式將無法取回他的跑速。
第一卷中，僅憑槍技和不死身便與未使用寶具的黑方Saber打成平手，但在Berserker被捕獲後便離開。
第五卷中与自己生前的导师黑方Archer喀戎进行约定的对决，以宝具翔空之星的枪尖（Diatrechon Astir Lonchi）取胜击碎了黑方Archer的灵核。却在解除宝具结界后被黑方Archer暗算，被對方以宝具天蝎一射（Antares Snipe）射穿位于脚踝的阿喀琉斯之腱，从而失去了不死性与宝具的加护。最後被导师嘱托再一次以自己的意志而不是以身为从者的意志去战斗。
将自己的宝具包围苍天的小世界（Achilles Cosmos）交给黑方Rider让其使用它去帮助齐格之后再度投身战场。在红方Archer与Ruler的战斗中挡在两人之间，以自己的身体为盾挡下了红方Archer的全部攻击，并以自己的长枪将其刺穿后扯下使红方Archer失去理智的宝具野猪皮，将她从狂化中解脱，最后与红方Archer一起消失。
職業技能：
- 對魔力：C

可將詠唱是兩節以下的魔術無效化，但無法防禦大魔法和儀禮咒法等級的魔術。
- 騎乗：A+

所有獸類，包括幻獸、神獸均可靈活駕御，但不適用於龍種。
固有技能：
- 戰鬥續行：A

不會輕易死去。瀕臨死亡依然可以戰鬥，在沒有受到決定性的致命傷的情況下都可以活下來。
- 勇猛：A+

心智的干擾（如壓力、混亂或迷惑）對他無效，亦能增加搏擊的傷害。
- 女神的寵愛：B

受母親忒堤斯的寵愛，魔力和幸運外全能力上升。
- 神性：C

海女神忒堤斯和人類英雄佩琉斯之子。
持有的寶具：
- 疾風怒濤的不死戰車（Troias Tragoidia）

等級：A
性質：對軍寶具
由三匹馬拉的戰車。能以其高速度橫掃戰場，隨速度附加傷害，最高速度時如同巨型割草機一般，並且可以飛行。
三匹馬分別是從父親結婚時從海神波塞頓收到的，作為禮物的兩匹不死神馬—克桑托斯和巴利俄斯，以及從艾體恩城奪來的名馬佩達索斯。其中克桑托斯能夠理解人語，甚至還能開口說話，只是性格卻是最惡劣的，會在阿基里斯陷入危機時開心的說話。
本來的神馬確實是不死身，作為寶具被召喚時則只是很強韌，相當於一位獨立Servant，也因此魔力消秏很高。
- 勇者的不淍花（Andreas Amarantos）

等級：B
性質：對人寶具
除了腳後跟以外，全身都帶有女神所給予的不死祝福，能無效化所有不帶神性的攻擊。
E級的神性可造成50%、D級則可造成75%傷害，只有C級以上不受影響。持神造兵裝的人本身沒神性也可以，此時以寶具等級計算。
缺點是像吸血鬼的吸血這種「友愛行動」（吸血是勸誘對方成為自己的眷族，算是善意的行為）無法起到保護作用。
如果腳跟被擊中，將失去此寶具。
- 彗星走法（Dromeus Cometes）

等級：A++
性質：對人寶具
Rider離開戰車後發動的常駐技能，為以極度前傾的姿勢構成的野獸般的跑法。
能使自己一口氣通過廣大的戰場，而不會受到障礙物的影響。雖然他必須露出作為弱點的腳後跟，但極少Servent能跟上Rider速度的。
如果腳跟被擊中，將永久失去此寶具。
- 馳空之星的槍尖（Diatrechon Astir Lonchi）

等級：B
性質：對人寶具
打倒了以赫克特為首的「擊殺英雄之槍」。雖然是可以用來近身戰用的堅固長槍，但其本來用途是投擲用的。
真名解放時會把此槍擲出，以著陸點為中心構成跟對手公平、單對單決戰的結界，像固有結界一樣覆蓋在本來的世界上。其中的時間是靜止的，隔絕所有神、第三者和運氣的介入，並能無效化不死身，不管有無神性都能夠對阿基里斯做成傷害，稱不上有利的戰場。而只要在其中分出了勝負，戰敗者即便擁有蘇生寶具或是技能也會死亡。
- 蒼天環繞的小世界（Achilles Cosmos）

等級：B
性質：結界寶具
為鍛造神赫菲斯托斯親手打造的神造兵裝。
解放真名的瞬間，刻在盾上的世界會在盾牌的前面展開，將時間和空間重新構築，以防禦攻擊。不論是對軍、對城甚至對神寶具都是以「世界內部之物」為對像，所以能輕鬆擋下。
由阿基里斯本人使用時，還能開著世界衝向敵人將其壓碎。
紅方Caster（聲：稻田徹）
身高：180厘米，體重：75公斤，屬性：中立・中庸
能力參數：力量：E，耐久：E，敏捷：D，魔力：C++，幸運：B，寶具：C+
一身中世紀歐洲風格的非常規綠色服裝男子。
真名為莎士比亞，16世紀的英國劇作家。第一人稱為「吾輩」，自我顯示欲強，對話中喜愛引用自作品中的句子。
由於生前不是魔術師，所以沒有任何道具作成跟陣地作成的能力，但是持有可以創造寶具的固有技能「附魔（Enchant）」。
完全是一名支援型角色，人生目的是寫出最好的故事。覺得言峰四郎的計畫很有趣，所以才加入他的陣營中。
最终决战中受四郎的命令挡在了Ruler的面前，虽然没有直接的战斗能力，但配合宝具以言语让Ruler几乎崩溃，在Ruler受到吉尔斯·德·莱斯的激励从宝具中脱出后放Ruler前往大圣杯。
在圣杯大战的最后时刻仍然在書齋奋笔疾书，将圣杯大战的故事全部记下之后，看着书页随风飞散和傳說中的法夫納后，因書齋崩坍而墜下時自行消失。
職業技能：
- 陣地製作：C

以魔術師的身份，製造出有利於自己的陣地。根據他的場合並非製作工房，而是用於編織故事的「書齋」。
- 道具製作：-

因為擁有技能「附魔」而失去此技能。
固有技能：
- 附魔（Enchant）：A

將他人或他人所擁有的重要物品，賦予強大的機能。並非強化魔術，而是為對象「寫」上效果。
作為大文豪的高知名度，可製作E至C級的寶具，等級則依據物品本身的品質決定。E級相當於把石頭變成寶具；D級相當於現代兵器或批量生產的工業品；C級是把本身有一定神秘的武器昇華而成。
- 自我保存：B

自身完全不戰鬥，相對的只要Master平安無事，他就能逃過幾乎所有的危機。
- 國王劇團（The Globe）：C

召喚可以自由改變外形的演員，謀算對象。召喚人物的本體是木製人偶般的東西，消滅時會留下木屑。
持有的寶具：
- 開演之時已到，獻上如雷喝彩（First Folio）

等級：B
性質：對人寶具
是讓對手強制遵照劇本上演故事的舞台寶具，有著只要身在其中就無法逃離的強制力，幾乎如同固有結界。
Caster能藉此重現對方的過去，並加以嘲諷與批判。雖說毫無實質上的傷害力，卻能對有悲傷經歷的英雄造成沉重的心靈打擊。
紅方Berserker（聲：鶴岡聰）
身高：221厘米，體重：165公斤，屬性：中立・中庸
能力參數：力量：A，耐久：EX，敏捷：D，魔力：E，幸運：D，寶具：C
真名為斯巴達克斯，斯巴達克斯起義的領頭者。
拒絕成為任何人的屬下，因此幾乎沒有「Berserker」職階以外的適性，更具有規格外等級的「狂化」。雖然作為Berserker的他稀奇的還留有理智，甚至能進行對話，但完全無法進行思想交流，所以絕對無法與之互相理解。他的思考會維持在「叛逆」的狀態，固執的追殺自己所判定的「壓迫者」，即便對方是自己的御主也在所不辭。是不用上兩個令咒就無法強制命令的真正狂人。
擁有常時啟用型寶具「疵獸的咆哮（Crying Warmonger）」，可以將受到傷害的一部分轉換為魔力儲存在體內，是以耐久力換取破壞力的反擊型寶具。雖然因為其雙面刃的特性被己方的Rider和Archer評為無用，但比起寶具，戰鬥時不減的笑容更讓敵對的黑方Rider和魔像感到害怕。
沒有託付於聖杯的願望，有的只是渴求身赴戰場的夙願。因為對於以救濟被害者、向加害者造反為志願的Berserker而言，戰場就是只有弱者和強者的地方，充滿了他渴求不已的苦痛和試練。
第一卷中被红Caster以言语怂恿而脱离言峰四郎单独行动，在黑方阵营所在的米雷尼亚城引起大范围骚乱之后被黑方Lancer率领的黑方众从者俘虏。之后被黑方Lancer交与黑Caster控制并在红方的第二次攻击中被投入战场，最后在承受了Ruler与红方Archer大量的攻击后发动宝具自爆。
職業技能：
- 狂化：EX

讓能力參數強化，但喪失大半的理性。
雖然能進行對話，但精神與思考模式完全被固定化，所以無法聽進任何人的話，也絕對無法改變他的想法。
固有技能：
- 被虐的榮譽：B+

對斯巴達克斯以魔術手段進行治療時，所需要的魔力消費量只需正常的1/4。
即使不用魔術，傷口也會在短時間同治癒。
- 不屈的意志：A

無論面對何種痛苦、絕望都覺不會屈服，極為堅強的意志。
能獲得肉體與精神上的耐性，但是，對於因幻影之類的「他人誘導」而受到的傷害缺乏耐性。
持有的寶具：
- 疵獸的咆哮（Crying Warmonger）

等級：A
性質：對人寶具
常時發動型的寶具，能將一部分從敵人那受到的傷害變換為魔力，蓄積在體內。而蓄積的魔力會用來提昇斯巴達克斯的能力值、增幅治癒能力。
魔力的變換效率會隨著Berserker體力的減少而上昇，越是受傷就越是強大。
因為這個效果，即使頭被砍裂、全身受創，也會立刻再生而不在意傷痛繼續戰鬥。如果受傷到瀕死的話，蓄積下來的龐大魔力將足以破壞眼前一切，甚至有著一擊終結聖杯大戰的可能性。
紅方Assassin（聲：真堂圭）
身高：167厘米，體重：51公斤，三圍：B89、W58、H87，屬性：秩序・惡
能力參數：力量：E，耐久：D，敏捷：D，魔力：A，幸運：A，寶具：B
亞述的傳奇女帝。
真名為塞米拉米斯，有著最古老的毒殺傳說。
性格頹敗而傲慢，構成她的根本要素是對他人的徹底拒絕。對不喜歡孤獨但喜歡孤高的她來說，所有的人類都非得是「無心的侍奉者」不可。作為同伴的從者全都討厭她，或許就是因為敏銳地感受到這種想法。
被言峰四郎召喚時便接受他的提議與其合作，將除獅子劫界離以外的赤方Master都變為傀儡，並利用其Servant在暗中活動。
對四郎抱持著複雜的感覺，因為他是第一個以「能力」而非「美貌」來評判她的人。最初對那樣的態度抱持好感，緊接著莫名地感到憤怒，最後衍生出第一次嘗到的感情—或者該說是放不下的情緒刺痛了胸口。
擁有稀有的固有技能「雙重召喚（Double Summon）」，因此同時擁有Assassin跟Caster兩職階的特性。然而作為Assassin的氣息遮斷等級並不高，整體能力其實比較偏向Caster那邊。
寶具為「虛榮的空中庭園（Hanging Garden Of Babylon）」，為無法想像的巨大空中城塞。需要大量來自塞米拉米斯生前居住地及故鄉的土壤、礦石跟花草流水為素材，然後舉行長時間的儀式讓幻想變成真實才能建成。由於現實中的空中庭園並非塞米拉米斯所建，故稱「虛榮」。
最终决战中利用空中庭园的EX级魔炮掩护四郎使对方不能察觉其真身，同时击坠了企图登上空中庭园的黑方Rider并拦截了前往大圣杯的Ruler。在此之后与红方Saber交手，使用第二宝具骄慢王的美酒（Sikera Usum）使红方Saber中毒，但因红方Saber的御主狮子劫冒死为其注入血清而被红方Saber反过来重创砍伤灵核而败退。之后拖着重伤的身体全力阻挡黑方Rider为四郎争取时间，最后的最后让四郎躺在自己的膝盖上，与其做出最后的告白后消失。
職業技能：
- 氣息遮斷：C+

斷絕作為Servant的氣息，讓他人無法察覺自己的存在。攻擊時會大幅降級，但是暗中下毒的時候則無此限。
- 陣地作成：EX

通過籌集具體的材料，可以形成超越「神殿」的「空中庭園」。
- 道具製作：C

賽米拉米斯專精於毒藥，無法制作除此以外的道具。
固有技能：
- 使魔（鴿子）：D

將鴿子作為使魔使用，不須契約，只要傳達思想即可。
- 二重召喚（Double Summon）：B

可以保有兩個職階的技能，是極其稀有的技能。賽米拉米斯同時具有Assassin和Caster職階。
- 神性：C

敘利亞魚女神德珂朵和人類之間的女兒。
持有的寶具：
- 虛榮的空中庭園（Hanging Garden Of Babylon）

等級：EX
性質：對界寶具
傳說中賽米拉米斯製造的空中庭園，以巨大的浮游要塞顯現。但實際上，Assassin與巴比倫空中花園並無關連。但是利用數量眾多的誤解者的信仰，得以成立作為寶具。
寶具的發動條件相當嚴苛，無法透過魔力來顯現，必須先搜集Assassin生前居住地的木材、石材、礦物、植物和水再組合起來，然後由Assassin舉行長時間的儀式讓幻想變成真實才完成此寶具。從準備發動開始最少也要約三天，不是比喻，而是真的需要Assassin詠唱整整七十二小時。而所需的材料費用起碼是能買下一個小國的金額，一般的魔術師極少有人能負荷的起。綜合所需的時間、金錢，及寬敞的潛藏地點等條件，在普通的聖杯戰爭中是毫無意義的寶具。
只要發動就能作為巨大的戰略用據點，寶具內部一律是她的領域。在領域中，其他從者的知名度補正無效。而只要待在庭園內部，Assassin的能力值上升，知名度也會提升至最高級數，攻擊時更會加上有利的補正，甚至可以使用踏入魔法領域的魔術。
因為比真實之物還要巨大，以及需要建造的關係，反而可以做出一定的改變。Assassin按照言峰四郎的要求製作出了容納大聖杯的機能。
作成此寶具的代價是，Assassin離開庭園後就會幾乎失去全部戰鬥力而無力化。另外，此寶具只能保持實體，移動速度也不快，但受惠於自己的氣息遮斷。
- 驕慢王的美酒（Sikera Usmu）

等級：B+
性質：對軍寶具
在空中庭園的王座室發動的寶具，可把空間和自己放出的魔術附上毒，並隨意改變毒的成份。如果是在「虛榮的空中庭園」裡的Assassin的話，只要有和毒有關的傳說，就算是幻想種也可以召喚。
對有毒抗性或相關事蹟的敵人效果減弱；反之對曾被毒害的對手傷害增加。
如果沒有「雙重召喚」的技能而無法使用空中庭園時，此寶具可以在任何時候使用，並會是她的主力寶具。

### 「黑」之陣營
黑之陣營的構成，基本上是以達尼克·千界樹為首的千界樹一族族人所組成的陣營。
千界樹一族是由許多魔術家族所群聚構成的魔術體系，族人的中間名就是原本的姓氏。千界樹一族中不乏擅長各個魔術領域的家族，包括降靈術、黑魔術、人偶工學、召喚術、元素操作等等，陣容豐富體系廣泛，但全部皆为魔術逐漸衰落的家族，被身為主流的魔术協會所恥笑。千界樹一族因此想要自立門戶為新的魔術體系，點燃了聖杯戰爭的戰火。
最終於結局中解散，蓋列斯交出千界樹一族中大部分的資產（主要來自永久失去繼承人的家系），如：研究資料、魔术刻印、魔术禮裝，並將自己作为人質，以留学為名、實為監視的方式，前往時鐘塔讀書，藉此與魔術協會和解。倖存的魔術師們回归原生家族，在名字中除去「千界樹」一姓。

#### 御主／主人
達尼克·普瑞斯東·千界樹（Darnic Prestone Yggdmillennia，聲：檜山修之）
身高：182厘米，體重：76公斤，血型：O型，生日：5月2日
黑方Lancer的御主。千界樹一族的家長，在時鐘塔譽有「皇冠」此最高等級的大魔術師，前時鐘塔講師。
剛進入時鐘塔時還是備受矚目的明日之星，受各個魔術名門說注目。但突然間，開始流出「千界樹血脈已開始凋零」的傳言，因此很快受到冷遇。雖然心懷不甘，但為了自尊心而不願離開時鐘塔隱居，咬牙留在魔術協會等待復仇的時機。
政治操弄操弄的手腕非常了得，長年斡旋在聖堂教會和魔術協會之間培育一族的勢力，有「八枚舌的達尼克」之稱，開啟這次聖杯戰爭的目的是希望脫離時鐘塔自立以建立世界第四個魔術殿堂，為此跟時鐘塔反目。
曾經是第三次聖杯戰爭的御主之一，召喚芬恩為從者，偶然間發現了大聖杯，後與納粹德國聯手在戰後將其奪走，運送回家鄉羅馬尼亞。
創造出吞噬他人靈魂的魔術，藉此防止靈魂的劣化來達到長生不老。所以雖然已經年歲過百，但外貌依然如二十餘歲一般年輕。然而這項秘術實際上非常危險，不但略有差錯就會喪命，而且還有副作用。使用至今整整60年以上，已使得肉體與靈魂不能互相適應。現今的達尼克已不是原來自己，而是「像達尼克的什麼人」了。
雖然以「領王」稱呼黑方Lancer，其實心裏認為對方是依靠自己的聯繫才能活下去的使魔，在這種思考上可說是正統的標準魔術師。
最后利用令咒與秘術強行与Lancer融合，成為無名的吸血鬼。遭到Ruler下達了討伐命令，被赤黑雙方圍攻，最後被四郎用「洗禮詠唱」所杀。
菲歐蕾·佛爾韋奇·千界樹（Fiore Forvedge Yggdmillennia，聲：赤崎千夏）
身高：162厘米，體重：47公斤，三圍：B84、W57、H82，血型：A型，生日：7月12日
黑方Archer的御主。千界樹一族次期家長候補，坐著輪椅下身不遂的少女。
曾經在時鐘塔留學，在降靈術與人體工學方面可謂天才的一族珍寶，使用「接續強化型魔術禮裝（Bronzelink Manipulator）」作戰。雙腿的癱瘓是因為魔術迴路暴走的緣故。
把卡雷斯當成可愛的弟弟對待，然而雖然本人毫無自覺，但反而該說是她幾乎都在依賴著弟弟。以為在他面前自己仍是個可靠的姊姊，加上卡雷斯並沒有不解風情地講出這件事，讓作為姊姊的她感到非常高興。
有著對魔術師而言過於正直而感性的個性，雖然外表上仍是很專注地研究魔術，但內在依舊無法為魔術割捨情感，因此被弟弟擔心著。在被黑方Assassin突襲之後，被弟弟說服讓出了千界樹次期家長和沃爾温家主的位置、魔術刻印，以及放弃魔术师的生涯，並藉此讓雙腳自由行走。最終與人造人家僕離開千界樹一族，以普通人的身份生活。
取得聖杯的願望是希望能夠在不放弃魔术的情况下，讓雙腿痊癒。
在《Fate/Stay Night》的正史世界中，佛爾韋奇家並未加入千界樹一族，她也放棄成為魔術而出走。
卡雷斯·佛爾韋奇·千界樹（Caules Forvedge Yggdmillennia，聲：小林裕介）
身高：172厘米，體重：63公斤，血型：A型，生日：3月23日
黑方Berserker的御主。菲歐蕾的弟弟，18歲。
專攻召喚術的魔術師，但因相性不合而成功率不高，召唤黑Berserker是少數成功的案例。跟優秀的姊姊不同，是個平庸的魔術師，也不期待自己會被選為御主，獲得令咒完全是意料之外。不喜歡大部分魔術師為了自己的修為跟研究殺人不眨眼的性格，期許自己能成為一個好的魔術師。但在面對魔術師的黑暗面上其實比姐姐更有覺悟。舉例來說，如果姊弟倆陷入鬩牆的絕境，菲歐蕾會在殺死蓋列斯後陷入深深的絕望，但他則是會在感到絕望之後，毫不猶豫地殺死姐姐。
實際上，他的魔术才能是屬於現代魔术的電流應用，與「原始電池」的相性度高，剛好與「黑方Berserker」的寶具能力相似，但與家系魔术不相符。因此，他在接受魔术刻印時，一度受到刻印內的祖先意志排斥，更被大部分家族成員反对接任家主之位（只有經歷過聖杯大戰的菲歐蕾和歌爾多支持他）。
非常擔心姐姐的性格是否能夠承受次期家長的壓力，最後向姐姐提出了由自己出任千界樹次期家長的提案，背負起了這個位置。後來解散千界樹一族，與人造人家僕回歸佛爾韋奇家族，並以作为人質的方式前往魔术協會。可是因禍得福的是，在時鐘塔接受艾梅洛二世的指導後，成为出色的魔术師。
在《艾梅洛閣下II世事件簿》為主要角色，佛爾韋奇家並未加入千界樹一族，因菲歐蕾放棄成為魔術師而成為下任當家，前往艾梅洛教室學習。
歌爾多·穆席克·千界樹（Gordes Musik Yggdmillennia，聲：大川透）
身高：168厘米，體重：98公斤，血型：AB型，生日：1月1日
黑方Saber的御主。穆席克家的繼承人，36歲。
背負著鍊金術名家穆席克家曾經的榮光，十分自傲固執的鍊金術師。能夠進行魔力分割，作為鍊金術師的能力不可否認的優秀，但總和來說作為魔術師的能力還是不上不下，比卡雷斯或相良豹馬強，卻打不贏達尼克或菲歐蕾。
做為魔術師的個性也是不上不下，甚至比起卡雷斯更接近菲歐蕾，也就是說有魔術師的才能但缺少那份冷酷。後來在黑方Saber死後反省自身行为和改变昔日固执的態度，並主动治疗已脱离奴隶身份的人造人們，更為他们起名。可能是因為跌落谷底而自暴自棄，或是驕傲遭到粉碎後變得坦率，後來的表現出乎意料地活躍，表現出作為年長者應有的應變才能及行動力，某個程度上甚至比菲歐蕾更有作為指導者的架勢。
在千界樹一族被解散後，與人造人家僕回歸穆席克家族，共同教導兒子戈爾德魯夫，必須承認自身家族走入沒落的結果，不再堅持以往的家族榮譽而更能面對自己的家族與魔術。
使用鍊金術「變成鐵腕」強化的拳擊戰鬥。
為《Fate/Grand Order》登場角色，新任伽勒底所長戈爾德魯夫·穆席克之父。
賽蕾妮可·艾絲扣·千界樹（Celenike Icecolle Yggdmillennia，聲：石上靜香）
身高：168厘米，體重：53公斤，三圍：B86、W59、H88，血型：AB型，生日：12月11日
黑方Rider的御主。纏繞著哀戚感的絕世美女。
擅長的領域是黑魔術，使用咒殺讓人感到痛苦並以此為樂的殘虐女魔術師，身上有濃厚的血腥味。雖然是千界樹一族的成員，但是不顧及一族的利益，以一己利益為優先。
在虐待齐格並且企圖以令咒向黑方Rider下令殺死齊格的時候时被红方Saber在身后偷袭致死。
羅榭·弗萊茵·千界樹（Roche Frain Yggdmillennia，聲：加藤英美里）
身高：152厘米，體重：45公斤，血型：O型，生日：9月15日
黑方Caster的御主。13歲的少年，一族最年輕的成員。
在人偶工學（Doll Engineering）領域十分有名的魔術師。因為弗萊茵家的家規，從小被人偶使魔扶養長大，使得他對人的感情變的稀薄，不會因對象是敵是親而改變態度。
被背叛的黑方Caster扔到宝具内成为宝具的炉心而融合。
六導玲霞（聲：中原麻衣）
身高：164厘米，體重：53公斤，三圍：B90、W62、H89，血型：B型，生日：1月9日
黑Assassin的御主。在日本新宿一帶工作的妓女，23歲。本來出身於家道中落的名門，在小时候已懂得多國語言。對魔術一無所知。
本來是用作召喚Assassin的媒介而被帶到召喚現場，但卻被Assassin選擇為新的御主而殺害了本來的御主投靠之。性格表面上樂天天然，對Assassin充满母爱，但實質上是為求達到目的而不擇手段的人。聽從了Assassin對聖杯戰爭的想望而帶她前往羅馬尼亞參戰。與千界樹一族沒有合作關係，期间更與Assassin聯手殺了不少魔术師和普通人，以他们的生命提供Assassin現界的魔力。
最后为保护Assassin被红方Archer射中箭后身亡，死前使用餘下的令咒讓Assassin能活下去。
相良豹馬
黑方Assassin的召喚者、本來的御主。千界樹的族人。性格冷酷，可以為了自己的目標而輕易殺人。專攻暗示催眠跟潛伏能力的魔術師，能力二流，但十分了解自己的實力程度因此能作最適當的分配。
但最後被黑方Assassin拋棄，令咒被其斬下並轉移給玲霞後加以殺死。

#### 從者／英靈
黑方Saber（聲：諏訪部順一）
身高：190厘米，體重：80公斤，屬性：混沌・善
能力參數：力量：B+，耐久：A，敏捷：B，魔力：C，幸運：E，寶具：A
為北歐神話史詩尼伯龍根之歌的英雄。
真名為齊格飛，Master為了不讓人知道他的真名，而命令他不許說話。
跟他外貌給人的印象一樣，雖然寡言但是氣質外露，給人一種教育優良的感覺。是用樸實的言語交談，在需要的最小限度內發言的類型。然而，這也是造成和Master對立越來越深的主因。因為歌爾多對其威容感到恐懼，於是在心中以「只不過是區區使魔」加以侮辱，代溝也就不斷加深。
只要有任何請求都不會拒絕，而且必定用盡一切方法達成。是因為一個人無法拯救所有人，因此只能回應有需求的人。但只要沒有任何請求，就不會主動助人，而只要有請求，算是惡人也會幫助，如同不分善惡的人形許願機一樣。內心一直對這樣的生活感到空虛，因為他自己完全不知道自己的希望和夢想是什麼，也無法描繪自己的未來。直到在死亡之前，他終於知道了自己的願望，是成為為自己所相信之物戰鬥的「正義的夥伴」。
有著高超的劍技與不死身的肉體，因此戰鬥時使用的是完全不防禦的捨身戰法。有著能與紅方Lancer和紅方Rider持久戰的能力，但礙於紅方Rider的不死身，而無法直接對對方造成傷害。
在第一卷末，追捕人造人與黑方Rider時，見到黑方Rider無私拯救他人的行為而回想起自己的初衷。最後為了拯救受了重傷的人造人，將自己的心臟轉移後消失。
職業技能：
- 對魔力：-

因為擁有寶具惡龍的血鎧而失去這技能。
- 騎乘：B

能夠靈活駕御較為優秀的坐騎和交通工具，但不能駕御魔獸、聖獸。
固有技能：
- 黃金律：C-

因為尼伯龍根的財寶而不受錢財所困，但作為代價幸運值下降。
持有的寶具：
- 惡竜的血鎧（Armor Of Fafnir）

等級：B+
性質：對人寶具
將淋了惡龍的血的故事具現化的寶具。
能將相當於B級的物理攻擊以及魔術無效化，對於A級以上的攻擊會扣除相當於B級的防禦數值後來計算傷害。
若是寶具攻擊則能發揮出B+等級的防禦力，但對上克制龍種的寶具或技能時將不會將+列入計算。
與傳說一樣，沒有淋到血的背後無法獲得防禦數值加成，也無法隱藏。而且一旦背部受傷會很難康復。
- 幻想大劍‧天魔失墜（Balmung）

等級：A+
性質：對軍寶具
柄上鑲有藍色寶石，達成了屠龍偉業的詛咒聖劍。同時擁有作為原典的魔劍「格拉姆（Gram）」的屬性，會依據使用者將屬性轉為魔劍或者聖劍。
鑲於劍柄上的藍色寶石儲存、保管了神代的魔力（真乙太），將其解放後會放出黃昏色的劍氣。對於帶有竜種之血的人可以追加傷害。
攻擊模式為弧型的廣域掃蕩，因此距離越遠時威力會分散而有所降低。
黑方Archer（聲：武内駿輔）
身高：179厘米，體重：81公斤，屬性：秩序・善
能力參數：力量：B，耐久：B，敏捷：A+，魔力：B，幸運：C，寶具：A
希臘神話中的半人马，既是神之子，也是許多大英雄的導師。
真名為凱隆，為了不讓自己的真名被識破，以人類的身體現世，但是能力也有所下降。
性格沉穩，會為了Master著想而不斷提出忠言與指導。對於敵人既不侮辱也不輕視，在到處都是激情英雄的希臘神話中是少見的穩重特例。
做為神之子，是黑方唯一能傷到紅方Rider的從者。
有著傑出戰鬥能力，無論是遠程射擊還是近身格鬥都很擅長。技能也很優秀，藉由混和運用之下，還可能做到擬似的預知未來。同時具有從制定作戰計畫到指揮部隊皆可的戰略能力，可說是麼都會的萬能型從者。缺點是缺乏決定性的手段，在智慧無法解決而只能用力量對決時，強項會顯得淡薄。
在与红方Rider的战斗中因喜悅而忘記了身為從者的本職，但在被打败後，死前以從者的身分使用宝具射中红方Rider的脚后跟。
職業技能：
- 對魔力：B

可將詠唱是三節以下的魔術無效化。即使是大魔法、儀禮咒法依然很難傷害他。
- 單獨行動：A

即使沒有Master仍能行動。但如使用寶具這類需要澎大魔力的時候，仍需要有Master的支援。
固有技能：
- 千里眼：B+

優秀的視力，能捕捉遠方景像及提升動態視力。搭配心眼（真）可以有限度的進行未來視。
- 心眼（真）：A

修行、鍛練所培養出來的能力。就算在窮途末路時仍能冷靜把握自己和對手的能力，找出能脫險的「戰鬥理論」。
- 神性：C

大地之神與妖精之子，但死前貶為人類而大幅降級。
- 神授智慧：A+

由希臘神話的神所贈予的各種智慧。非英雄獨有的技能可以B至A等的熟練度發揮，在Master同意的情況下亦能授予其他Servant。
向太陽神阿波羅學過醫學和音樂，也從女神阿耳忒彌斯身上學過狩獵。除了劍術、槍術和弓術之外，也懂得名為「潘克拉辛」的古老綜合格鬥技。
不過這個技能是以希臘神話時代的技術為基準，並不能掌握不是自己時代或地域的能力與技術，例如「中國武術」。其他還有像「皇帝特權」之類源自個人特質而成的個人限定技能也在適用範圍外。
持有的寶具：
- 天蠍一射（Antares Snipe）

等級：A
性質：對人寶具
在Archer可以施行的攻擊手段當中，擁有最高的威力和精密性的絕對射擊。為射手座概念的具現化。
追蹤功能不在話下，而且發動時完全不需要解放真名或填充魔力等動作。因為在夜空中「射手之星就會持續瞄準天蠍」，所以只需要將拉緊箭矢的指頭鬆開即可，完全除掉了弓類武器由於搭箭拉弓等動作而必然存在的時間差。
缺點是一個晚上僅能狙擊一次，而攻擊力並不突出。因此運用之際必須盡可能一擊必殺。
黑方Lancer（聲：置鮎龍太郎）
身高：191厘米，體重：86公斤，屬性：秩序・中庸
能力參數：力量：B，耐久：B，敏捷：A，魔力：A，幸運：D，寶具：A
羅馬尼亞的王與民族英雄，有著「穿刺公」外號的瓦拉幾亞大公國君主。
真名為弗拉德三世，吸血鬼傳說德古拉的原形。
在這次聖杯戰爭的所在地羅馬尼亞占有地利。擁有強大的戰鬥力，第一卷的故事開始前，僅用短短幾十秒內殺死了49名擅長追捕的魔術師。
本質上是個清廉的愛國武將，也具有作為君主的器量，但在不懂留情上完全超過了常人的分寸。生前不但殘酷的屠殺進犯的奧斯曼帝國軍，嚴刑峻法下也造成許多的傷亡。
對聖杯的願望是洗刷掉德古拉傳說的污名。黑方Lancer對於自己的結局並沒有悔恨，也不想去顛覆，但不能接受在與自己無關的地方，自己的名字與為國奮戰的功績被無故抹黑。也因此，他絕對不會以自己的意志去使用源於汙名的寶具鮮血的傳說。但可惜的是，他的Master是個相當稱職的魔術師。
赤方大舉進攻時，在前線與赤方Lancer對峙。雖然藉由技能「護國的鬼將」所獲得的加成而戰得旗鼓相當，但畢竟不是完全依靠自身的實力，漸漸被壓制。後為奪回大聖杯而領軍前往赤方Assassin的空中庭園，但因失去領地的加持而落於下風。最後在身處絕境而即將戰死時，被Master用令咒命令而使用鮮血的傳說，之後更被Master用自創魔術配合令咒強制奪取了身體，成為無名的吸血鬼。之後Ruler下達了討伐命令，被赤黑雙方圍攻，最終死在言峰四郎手裏。
職業技能：
- 對魔力：B

可將詠唱是三節以下的魔術無效化。即使是大魔法、儀禮咒法依然很難傷害他。
固有技能：
- 護國的鬼將：EX

能通過事先得到地脈，將特定的範圍變為「自己的領土」。在這領土內的戰鬥裡，作為王的Lancer能夠獲得相當於A級「狂化」的戰鬥力補正，並能在這範圍內使用寶具「極刑王」。
持有的寶具：
- 極刑王（Kaziklu Bey）

等級：B
性質：對軍寶具
大量從大地出現、刺穿敵人的木樁。
攻擊範圍為半徑一公里，木樁的數目最大至兩萬根，即便被破壞仍可再生，只要有魔力就可以源源不斷的產生。除了攻擊，也可以作為防禦使用，使得較大的飛行道具無效。
如果以槍直接攻擊成功，可以把「豎起木樁」的概念附在對方身上，使木樁以心臟為中心向外延伸，將敵人從體內穿刺。缺點是只能在技能「護國的鬼將」所作成的領土範圍內使用。
- 鮮血的傳說（Legend Of Dracula）

等級：A+
性質：對人寶具
讓後世口傳的德古拉形象具現化，讓黑方Lancer變化為吸血鬼。
成為德古拉伯爵的Lancer會被封印起一般的技能和寶具，相對地將會被賦予虛構而成的吸血鬼之力。例如會大幅提昇身體能力、能將形態變化成動物或霧、治療能力、魅惑之魔眼、把他人變成眷屬，及從體內生成木樁射出等的能力。作為代價也會獲得以及陽光和聖印的弱點。
即使思考能力弱化的程度相當於狂化，但整體看來還是能當成比身為君主的弗拉德三世更加強力。
黑方Rider（聲：大久保瑠美）
身高：164厘米，體重：56公斤，三圍：B71、W59、H73，屬性：混沌・善
能力參數：力量：D，耐久：D，敏捷：B，魔力：C，幸運：A+，寶具：C
外表及衣著宛如少女的美少年。
真名為阿斯托爾福，法蘭克王國查理曼旗下的十二聖騎士之一，同時也是英格蘭王子。
天真爛漫的享樂主義者。遵循自己的良心和願望行動，絕不為此後悔。與人造人有不錯的交情，為拯救他而不惜違抗黑方。
具有「理性蒸發」這一奇特技能，行事全憑感性而非理智來行動，比起利益的有無，他更喜歡按照自己的心情去做事。然而，雖然會放縱慾望而隨意行動，但善良的本性會自動剔除為惡的選項，所以結果而言還算好事。不過完全不管利害關係的行為成為聖杯大戰中最大的變數。
雖然是男兒身，但外表非常中性，甚至還會穿女裝，使周圍的人都會搞錯他的性別。因為連從者資訊上的性別欄也被他以寶具塗改，所以即便是能看穿從者真身的Ruler也誤會了。
能力值雖然稍稍劣於其他從者，但是能以豐富的寶具玩弄對手。對善於防守的敵人很有利，但對上Saber這種單純能力值高的對手時，會因壓倒性的實力差而被輕易打倒。
後期成為了齊格的從者。
在本作最後唯一生還的從者（即使齊格變成法夫納並且前往世界的裏側，兩者的契約仍然存在）。
職業技能：
- 對魔力：A

A級或以下的魔術完全無效，實際上現代的魔術師是無法傷害到他的。
此技能是因為寶具效果而上升，原本的等級是D。
- 騎乗：A+

所有獸類，包括幻獸、神獸均可靈活駕御，但不適用於龍種。
固有技能：
- 理性蒸發：D

因為理性已經蒸發，而無法守住任何秘密。會隨口說出我方同伴的真名和弱點，忘記重要的事情等，已經是詛咒的類別。
此技能也兼具了直感，兩者搭配的話可以在戰鬥時一定程度上感應到最適合自己的發展。
- 怪力：C-

使筋力上升一級，但發動期間每回合受傷害。
- 單獨行動：B

沒有Master仍可於人界逗留兩天。另外靈核受到傷害還可以短時間存活。
持有的寶具：
- 一觸即倒！（Trap of Algeria）

等級：D
性質：對人寶具
卡太以國王子阿爾加利亞（Algalia）愛用的豪華的馬上槍，擁有金色的槍尖。
有槍的機能，但殺傷能力低，而真名解放時可以使觸碰到的對象摔倒。而對Servant使用時，可以使觸碰到的Servant膝蓋以下部位強制靈體化，一段時間內令肉體的再構成變為不可能。不論觸碰到身體哪裡都有效，而且因為不是傷害，就算進行治癒或再生也無法解除。
想恢復的話需要進行幸運值判定，判定失敗的話不利狀態便會一直保留。不過因為每回合會把幸運值上調，所以會越來越易成功。
- 魔術萬能攻略書（Luna Break Manual）

等級：C
性質：對人寶具
魔女羅傑斯媞拉授予他的魔導書，記載著打破所有魔術的手段。
光是持有，便會讓阿斯托爾福具備A級的對魔力，也可以製造出對魔術限定的「心眼」。
面對固有結界和大魔術時可以詠唱真名將其破解，但因為他忘記了真名而無法以真名發動，而「魔術萬能攻略書（Luna Break Manual）」是他自己隨便取的稱呼。而在理性恢復的月缺之日，阿斯托爾福會記起真正的真名「破卻宣言（Casa Di Logistilla）」，發揮其真正的效力。
- 寄居惶恐的魔笛（The Black Luna）

等級：C
性質：對軍寶具
魔女羅傑斯媞拉授予阿斯托爾福的角笛。能發出幾近龍吼聲或者神馬嘶聲的魔音，對存在於範圍內的東西給予爆音衝擊。對像HP在傷害以下的場合會立刻粉碎。
平時是可以掛在腰上的尺寸，但是使用時會變大，足以將阿斯托爾福包圍起來。
- 非存於此世之幻馬（Hippogriff）

等級：B+
性質：對軍寶具
名為駿鷹的幻獸，阿斯托爾福的愛馬，如其名是不該存在於世界上的奇幻物種。
可以時速四百公里的速度飛翔。力量比作為神代幻獸的獅鷲弱，但全速突進時所造成的粉碎攻擊有相當A級的物理破壞力。
真正的王牌是在真名解放時，運用其「不屬此世的」隱藏特性進行名為「次元跳躍」的空間跳躍。可在一瞬間從世界上消失與現身之間循環，僅是一瞬間，便可逃避世間一切形式的觀測，轉移到附近方位。縱使是強大到神佛俱滅的攻擊，也絕對無法傷到其一根寒毛，但對因果律攻擊的迴避並不確定。
缺點是解放後會常時消秏相當於A級寶具的魔力，而且持續到解除召喚為止。
黑方Caster（聲：宮本充）
身高：161厘米，體重：52公斤，屬性：秩序・中庸
能力參數：力量：E，耐久：E，敏捷：D，魔力：A，幸運：B，寶具：A+
12世紀的鍊金術師、詩人與哲學家。
真名為所羅門·蓋布里歐，擅長製造魔像的卡巴拉系魔術師，只要有足夠的資源就可以大量生產，擅長大規模作戰的從者。其製造人偶的技術遠超自己的御主，因此被羅榭尊稱為老師。
生來就病弱的人物，其中以皮膚病最為嚴重，同時也是極度的厭世家，隱藏住全身的衣服與面具也是因為這些。對於與人交往很不習慣，特別是小孩子，所以他其實對於自己的Master也不是很擅長應對。
其願望是「完成自己的寶具」，也就是鑄造「最初的人類」（亞當），藉此引導人類再次進入伊甸之園。將著個目標視為一切，只要能成功，聖杯戰爭對他也是無關緊要的事。所以對他而言，和尊敬著自己的Master共同戰鬥絕不是一個難受的體驗，但是沒有辦法抵抗希望在垂手可得之處的誘惑。因此，無論是轉投入四郎的陣營，還是在最後會犧牲羅榭來完成寶具的爐心，都是為達目的的他必然的舉動。
因背叛黑之陣營而歸順四郎，並將原Master羅榭用作寶具的爐心，被黑方Archer射中从巨人掉下，最後被巨人吸收。
職業技能：
- 陣地製作：B

以魔術師的身份，製造出有利於自己的陣地。製作特化於生產魔像的「工場」。
- 道具製作：B+

可以製作帶魔力的器具。由於此Caster特化在製作魔像上，所以沒法作出其他東西。
固有技能：
- 數秘術：B

卡巴拉魔術。以名為Notarikon的一種拆字方式來組成詠唱。能一口氣對複數的魔像下複數的指令。
持有的寶具：
- 王冠·叡智之光（Golem‧Keter malkut）

等級：A+
性質：對軍寶具
Caster生前未能成功創造，仿照「最初的人類」而鑄成的魔像。手持黑曜石劍的巨人，如同神的威容可消減對手戰意。
材料是必須未經人類使用的天然石頭、木材和泥土，以及犧牲一名一流魔術師作出的爐心。亦能進一步吸收任何願意融合的生物，獲得他們的能量和智識。
如同具有生命的固有結界，只要站在地上會侵蝕四周的地面，逐漸將周圍「樂園化」。因為生機蓬勃的「樂園」沒有受傷之人，所以魔像只要站在「已經轉化成樂園的大地」，就有幾近不死身的再生能力。即使Caster死後依然能活動。
一開始只有約十五米，此時也可以被全能力C的Servant解決，但會隨樂園的完成度變強，最高可達一千米，到時若沒有好幾名頂尖Servant組成的大軍圍攻的話就難以收拾。要擊破魔像，只能在他雙腳脫離「樂園」的同時對「爐心」和頭部作致命攻擊。
黑方Berserker（聲：野中藍）
身高：172厘米，體重：48公斤，三圍：B74、W53、H71，屬性：混沌・中庸
能力參數：力量：C，耐久：B，敏捷：D，魔力：D，幸運：B，寶具：C
一身婚紗裝的女性的科學怪物。
真名為弗蘭肯斯坦，其製作者維克多．弗蘭肯斯坦同時身兼科學家與鍊金術師，為了創造出最接近神的存在，而創造出代表夏娃的女性人造人，並打算藉由她產下亞當。然而成果卻是個連哭泣都做不到的缺陷品，他失望之下將其視為失敗作而廢棄，但這個人工生命卻自己回來了。雖然人造人仍是將創造者當成父親仰慕，卻遭到拒絕，連名字都沒有被給予。直到最後，由於父親罵她為醜陋的怪物，雙方關係才產生決定性的破裂。
狂化的等級很低，所以語言能力大幅下降以外，普通的思考跟交流都還是做得到。可以理解聖杯大戰一方勝利後會發生的內部鬥爭，以及真名的重要性等。同時也能在很大程度上理解人類的情緒（除了一點，她不理解悲傷感情）。但認為表露感情的行為會顯露出自己的丑惡而感到害羞，因此積極地將其隱藏起來。
對聖杯的願望是找到跟自己一樣的存在，不過一般鍊金術的人造人是不能接受的，必須是同為維克多所創造的人造人。
最后为消灭红方Saber而使用宝具后消失。死前有注意到蓋列斯使用最後的令咒時，那冷酷的聲音是他強迫自己發出來的，弗蘭肯斯坦才注意到「有人會對我的死感到憐憫」這點如同奇蹟的事情。對她而言，是出生至今第一次貴重又美麗的體驗。
職業技能：
- 狂化：D

使筋力和耐久上升一級，語言能力單純化，難以長時間進行複雜的思考。
固有技能：
- 空虛生者的嘆息：D

狂化時會提高的，不知何時會停歇的尖銳吼叫。不分敵我奪去他人的思考力，沒有抵抗力的人會引起恐慌以致呼吸困難。
雖然她的吼聲是有著「(是)……呀……」、「(不滿)……嗚……」這樣的意思的，但是技能發動時只能感覺到瘋狂。
- 電流學：B

自在的變換及積蓄生體電流和魔力。可以把魔彈、魔光、魔風等非實體攻擊化為電流並無效化，亦可靠蓄電來強化身體，修復傷害。
持有的寶具：
- 少女的貞潔（Bridal Chest）

等級：C
性質：對人寶具
平時作為打擊武器使用的槌型寶具。前端的球體實際上是Berserker的心臟，由維克托將其取出並加工成堅固的戰錘。
作為打擊武器只是次要的作用，最主要的是其魔力吸收機能。因為它能有效率地回收並蓄積自己和周圍洩漏出的魔力，在充滿魔力的聖杯戰爭戰場中可以如同永動機一般持續作戰，就算身為主人的蓋列斯無法完全供給Berserker所需要的大量魔力，也能靠此寶具彌補。
- 磔刑的雷樹（Blasted Tree）

等級：D-B
性質：對軍寶具
將「少女之貞潔」插在地面上，解除全部限制並進行全力放電。為「少女之貞潔」的衍生技。
以聳立大樹的輪廓傾盆而降的，擴散追踪型雷電。距離越近，威力越大。如果距離極近，幾乎所有Servant都會被一擊殺死。
解除全部限制並進行全力放電的話，使用者將會完全停止活動，換言之是「死亡」。如果不解除限制，使用者的生命就不會有問題，但威力會降低至D～C級。
此外，此雷擊是灌注了弗蘭克斯坦意志於其中的一擊，有可能以低機率產生出第二個弗蘭肯斯坦的怪物，但將要死亡的她是無法看到結果的。
黑方Assassin（聲：丹下櫻）
身高：134厘米，體重：33公斤，三圍：B69、W49、H71，屬性：混沌・惡
能力參數：力量：C，耐久：C，敏捷：C，魔力：C，幸運：E，寶具：C
19世紀的倫敦殺人魔，但卻是唯一在日本新宿被召喚出來的從者。
真名為開膛手傑克，世界著名的連續殺人犯，活躍在19世紀的英國倫敦。由於開膛手傑克是以各種傳說、怪談與推論所集合成的不明存在，所以只要開膛手傑克的真面目沒有被確認定型，就會存在著的各式各樣的「傑克」。這名傑克實質上只是因符合開膛手傳說，而被冠上這稱號的存在而已。
外表如同一名幼女，本質是由數百個被娼婦墮胎的嬰兒怨靈所形成的聚合體，因此第一人稱會用複數的我們來自稱。當年一位小女孩的模樣出現，不自覺地對一個剛剛見面的女性稱呼為媽媽，因遭到對方的辱罵，女孩難過地把對方給殺害，從此開始了血腥傳說的序章。最後是遭到一位魔術師所消滅，從此消失。
性格天真而殘忍，動手殺人毫不猶豫。渴望母愛，會稱呼自己的Master為媽媽。對聖杯的願望是回到溫暖的子宮。
她們並不把自己定位在「開膛手傑克」的名號上，身為怨靈的集合體，她們的記憶常常曖昧不明，就算知道曾經殺過妓女也不會記得是誰。她們身為Assassin並無特定目標，而是對於殺害自身的整個人類社會下手，如此激烈的情感就連英雄們也難以理解，也無法拯救。這種從根本上就異於常人的精神特質，要理解「遵從Master」這種身為從者的基本概念是相當困難的。
本質是怨靈，也能釋出一部份來附身於他人，但作為「被惡人和殺人狂信奉的英雄」而得以被未受污染的聖杯召喚出來。
為黑方陣營中唯一不聽從千界樹家族行動的從者，御主也非千界樹的魔術師，起初被召喚後在布加勒斯特殺害多數平民並成為當地新聞焦點，後挑魔術師下手，以食用其心臟補充魔力為目的，後移動陣地至锡吉什瓦拉並在當地企圖殺害獅子劫界離遭到紅之Saber的察覺並阻止，兩人隨之交戰。
后因Master死亡，讓她們從「開膛手傑克」的框架中解放，將Ruler、齊格與紅方Archer一起捲入怨念所構成的精神世界中，讓他們見證到由人性惡意中誕生的地獄。最后被Ruler說服，接受她以洗礼吟唱的方式超度消滅。
職業技能：
- 氣息遮斷：：A+

完全隱藏自己的氣息，幾乎不可能被發現。但是在轉入攻擊狀態之時，氣息遮斷的等級會大幅下降。這個缺點能以「霧夜殺人」彌補，將完美的奇襲變為可能。
固有技能：
- 霧夜殺人：A

夜晚限定，可以無條件的先發制人。但白天的時候需要幸運判定。
因為她不是暗殺者而是殺人鬼這一特性，身為加害者的她總是能對身為被害者的對方先出手。
- 情報抹消：B

在對戰結束的瞬間，目擊者和對手的記憶、記錄裡，她的能力、真名和外貌特徴等情報都會消失。只能靠現場留下的痕跡來做推理。
以「見面」以外的形式，或攝影機等科學產物取得的情報不受影響。
- 精神污染：C

中機率阻絕精神干涉系的魔術。
此阻絕能力會在Master持有惡的屬性，或對她做出殘忍的行為時，隨等級上升。但雖然魔術的攔截機率會提升，但是她本來就破損的精神將會衰頹到不能挽回的地步。
- 外科手術：E

可以用沾滿鮮血的手術刀為Master以及自己治療。雖然儘管是120年前的技術，所以外觀沒有保證，但加上魔力也會稍微像樣些。
持有的寶具：
- 暗黑霧都（The Mist）

等級：C
性質：結界寶具
展開霧之結界的結界寶具，重現1950年代在倫敦引起了大災害的硫酸濃霧。看起來是用來產生煙霧的古董手提燈，但其實用魔力產生的霧本身也是寶具。
因為是強酸性的煙霧，只是呼吸就會燒毀肺部，睜開眼睛就會使眼球潰爛，數分鐘後就會死亡，並失去正常思考能力。煙霧有指向性，能夠選擇霧氣中誰會受到效果、誰不會受到效果。
雖然具有驅散人群的能力，可是非魔術師的人硬是留在結界內側的話，數回合後就會死亡。魔術師的話也只能稍為抵抗。Servant的話則不會受到傷害，但敏捷將會下降一級。
由於會被霧奪去方向感以及強力的迷惑效果，逃出需要等級B以上的技能「直覺」，或者行使某些魔術。
- 解體聖母（Maria the Ripper）

等級：D-B
性質：對人寶具
重現開膛手傑克殺人過程的四把小刀。
威力隨滿足的條件數而有所改變。條件有三個：「時間為夜晚」、「對方是女性（雌性）」、「有霧」。其中「霧」這個條件可以用寶具「暗黑霧都」製造。
當全部條件都滿足時使用的話，對象身體的靈核、心臟等維持生命的必須器官會無條件的，以連復活都做不到的程度被破壞並彈出體外，成為被解剖的屍體。條件未全部滿足時則只給予單純的傷害，但每滿足一個條件，威力也會上升。
由於此寶具不是以小刀攻擊，而是一種詛咒，所以在遠距離也可以使用。利用自然的霧的話，威力範圍可以覆蓋整個城市。防御此寶具的效果所需要的不是物理上的防御力，而是最高等級的對於「詛咒」的耐性。

### 魔術協會時鐘塔
艾梅洛閣下二世（Lord El-Melloi II，聲：浪川大輔）
時鐘塔導師，現代魔术科的君主，肯尼斯的學生，萊涅絲的義兄，本名「韋佛·維爾維特」。
雖然魔术天資和實力都很差，但是卻培育出許多出色的弟子，當中有不少更是出身家道中落的魔术師家族或新世代的魔術師，也有不少出身名門的問題學生存在。提案僱用外部的魔術師，和羅科一起選出參戰御主的人。
卡雷斯在聖杯大戰結束後，也加入其教室，成为他的學生之一。
本作中過去也參加過亞種聖杯戰爭，到現在仍珍惜的保存著當時所召喚的從者Rider的聖遺物。
為《Fate/Zero》登場人物，《艾梅洛閣下II世事件簿》主角。
羅科·貝爾費邦（Rocco Belfeban，聲：麻生智久）
傳聞已任職召喚科（降靈科的下位學科）主任50年的老人。由於不是君主，所以地位與身為代理君主的II世相若，但論家世背景和魔術實力，依舊是他比較高。魔術協會負責應對千界樹一族獨立宣言的人，找來獅子劫界離參與本次的聖杯戰爭。因不懂得使用手机而把聯絡工作交给II世負責。
布拉姆·娜澤萊·索非亞莉（Bram-Nuazare-Sofiari）
時鐘塔一級講師。現任降靈科君主的長子兼繼承人。為“紅”陣營選定聖遺物的人。
為《Fate/Zero》的登場角色「索拉·娜澤萊·索非亞莉」的哥哥。雖然常常借索拉和肯尼斯的事來氣弄II世，但實際上不太關心妹妹的死活，認為她只是自己的「備胎」。由於其典型的魔術師性格和思維，所以不理解II世對魔術以外的事情執着的性格。
萊涅絲·艾梅洛·亞奇索特（Lainez-Erumeroi-Achizorute，聲：水瀨祈）
時鐘塔的名門艾梅洛家的繼承人，肯尼斯和韋佛的義妹（就血缘关系而言，是肯尼斯的遠房侄女。由於肯尼斯在她5歲時死亡，所以兩人應該沒有深厚的交情，「義妹」的名份是在他死後追加的，以合理化其繼承人的身份），有「公主」的稱號，與天體科君主之女奥爾迦瑪麗略有交情。
雖然魔术师的資質比不上肯尼斯，但是擁有難得一見的魔眼，配合「月靈髓液」的使用，在能力上能匹敵身為千界樹下任家主繼承人的菲歐蕾。由於擁有對魔術刻印的最高適性，所以在家族同輩中取得繼承權。繼任後統合了在肯尼斯死後分崩離析的艾梅洛派系，並將君主的名號交由韋佛代理。
年齡不超過十五歲的少女，自稱自己擁有因看到别人痛苦而感到愉悦的惡劣性格，經常在言语與行为上作弄韋佛。
為《艾梅洛閣下II世事件簿》主要角色。
月靈髓液（Volumen Hydrargyrum）
順從於萊尼斯的自律型女僕魔偶，名为「托利姆瑪鎢」（聲：水瀨祈）。從《Fate/Zero》的登場角色「肯尼斯·艾梅洛·亞奇伯」所使用過的魔術禮裝，由艾梅洛二世和萊涅絲親自改造而成，現任主人為萊涅絲。
費拉特·厄斯克德司（Flat Escardosu，聲：松岡禎丞）
艾梅洛二世的弟子，也是其問題學生之一。
魔术資質很高，擁有時鐘塔公認的實力，但除去才能後他就完全不適合做一個魔術師。對魔術毫無執念，態度輕浮的四處干涉他人的閒事，卻又能完全吸收魔術的知識，交出滿分的成績單。甚至有時還會笑瞇瞇地對講師所講的內容提出意見，施展出瞬間改善某些術式的絕技。
這樣與正統魔術師完全相異的鬆懈態度讓人難以教導，讓無數講師造成難以言喻的壓力，就好像是最棒的鑽石原石擺在眼前，卻不知該從哪裡開始切割一樣，如同承受著無法將他常能發揚光大的無言指責。在好幾個講師落得胃被擊墜的下場後，眾多的學部和派閥都捨棄了這名逸才，將他交給了艾梅洛教室。在艾梅洛二世的指導下總算讓他的才能順利地成長，但過程中讓艾梅洛二世胃痛了好幾次。
有關艾梅洛二世眾多流傳的外號就是由他起名，很容易與教室裏的學生打成一片，卡雷斯也是其中之一。
《Fate/strange fake》的登場角色、《艾梅洛閣下II世事件簿》主要角色。
佩默特雷基斯（Pemetrekis）
魔術協會所屬魔術師，被黑方Breaker所殺。生前是菲歐蕾在時鍾塔留學時認識的同學。

### 英靈們的相關者
吉爾·德·萊斯（Gilles de Rais，聲：鶴岡聰）
被莎士比亞（红方Caster）召唤而来的使魔。
聖女贞德（Ruler）得知他为了复活贞德而杀害孩子后精神崩溃時，劝说贞德同意言峰四郎的计划。被拒绝后一度陷於絕望，由贞德說服後决定站在贞德一方，手持贞德的旗帜承受言峰四郎的数次攻击后消失。
《Fate/Zero》登場人物。
伊莎貝爾·洛美（Isabelle Romée，聲：石井未紗）
貞德（Ruler）的母親。
查理七世（Charles VII）
貞德（Ruler）的君主。英法百年戰爭時期的法國國王。
皮埃爾·科雄（Pierre Cauchon）
貞德（Ruler）被英軍俘虜後，負責審判她的主教。
亞瑟王（King Arthur，聲：川澄綾子）
不列顛的救國英雄與騎士王。與莫德雷德（紅方Saber）有著深厚的因緣，在其回憶中登場。於卡姆蘭戰役中和莫德雷德對峙，並在激戰後殺死莫德雷德，自己也身負重傷。
身為亞瑟王之子，莫德雷德希望能獲得其認可而提出相認的請求並表示自己有繼承王位的資格，但亞瑟王拒絕而使莫德雷德心生怨恨導致後來的反叛。其實是亞瑟王考慮到她並不具有王的資格而反對。
與《Fate/stay night》裡出現的Saber是同一人，卡姆蘭戰役的內容也和Character material所述的一致。詳細請見Fate/stay night的Saber。另外在動畫版當中，她所使用的「在盡頭閃耀之槍（Rhongomyniad）」為《Fate/Grand Order》的樣式，與Fate/stay night動畫第1作、Fate/Zero中的樣式不同。
摩根勒菲（Morgause，聲：遠藤綾）
莫德雷德（紅方Saber）的生母，亞瑟王的姐姐。為了讓莫德雷德登上不列顛王座而在暗中十分活躍。
桂妮薇兒（Guinevere）
亞瑟王的王妃。以她與圓桌騎士蘭斯洛特之間的不倫戀聞名於世。
兰斯洛特、高文、贝德维尔、崔斯坦、阿格凡、梅林（Lancelot、Gawain、Bedivere、Tristan、Agravain、Merlin，聲：櫻井孝宏（梅林））
莫德雷德（紅方Saber）作為圆桌骑士時的同胞。
女凱龍（Chariklo）
凱隆（黑方Archer）的妻子。
維克多·弗蘭肯斯坦（Victor Frankenstein）
製造出弗蘭肯斯坦（黑方Berserker）的科學家，同時也是一名鍊金術士。其真名就是由他而來。在紅方Caster所弄出的幻影中登場。
與黑方Caster一樣為再現「最初的人類」而製造了弗蘭肯斯坦，但卻認為她具有缺陷而逃亡，最後以悲劇收場。弗蘭肯斯坦則希望透過他製造出自己的伴侶。
赫根（Hagen，聲：千葉進步）
齊格飛（黑方Saber）關係者。
龔特王（King Gunther，聲：小山剛志）
齊格飛（黑方Saber）關係者。
美狄亞、阿耳忒弥斯（Medea, Artemis，聲：野中藍）
阿塔蘭塔（紅方Archer）回憶出現。
美狄亞在動畫版當中是以《Fate/Grand Order》的少女（Lily）姿態出現。

### 其他人物
圖爾（Toole，聲：壽美菜子）
千界樹的人造人家僕。
塞爾（Serge，聲：中博史）
千界樹的人造人家僕，也是人造人軍隊的領導者。在結局中，選擇到穆席克家工作，並在歌爾多的授意下，教育和照顧下任家主的戈爾德魯夫。
言峰璃正
四郎·言峰（名義上）的養父，言峰綺禮之父，卡蓮的祖父。在聖杯大戰前已離世多年。在冬木市的第三次聖杯戰爭時作為監督人員被聖堂教會所派遣，並在戰火中存活下來的神父。
為《Fate/Zero》登場人物。
獅子劫燈貴
獅子劫界離的父親。在得知兒子拋棄了家族榮譽並成为了魔术师殺手（魔术使）後，为夺回魔术刻印而曾派魔术使攻击界离。
間桐臟硯
本作中代表間桐家參與冬木市的第三次聖杯戰爭。大聖杯被達尼克奪走之後生死不明。
為《Fate/stay night》登場人物。
羽斯緹婭·莉姿萊希·馮·愛因茲貝倫（Justeaze Lizrich von Einzbern，聲：小林沙苗）
「冬之聖女」，第一代聖杯兼愛因茲貝倫家主。

## 小說未登場人物
以下為「Fate/complete material IV Extra material」曾經出現的人物設定，但並未在小說出現（廢案）。
Lancer／武蔵坊弁慶（聲：稻田徹）
身高：199厘米，體重：88公斤，屬性：混沌・善
參數：筋力：A，耐久：B+，敏捷：C，魔力：D，幸運：C，寶具：C
擁有技能：鐵之傅：?，怨靈降伏：?，空白的勸進帳：?
Archer／大衛（聲：中村悠一）
身高：171厘米，體重：62公斤，屬性：秩序・中庸
參數：筋力：C，耐久：D，敏捷：B，魔力：C，幸運：A，寶具：B
擁有技能：神之加護：?，神性：?，豎琴的演奏：?，領導力：?
Rider／圣乔治（聲：西前忠久）
身高：180厘米，體重：95公斤，屬性：秩序・善
參數：筋力：D，耐久：A+，敏捷：C++，魔力：D，幸運：A，寶具：C
擁有技能：對魔力：A /騎乘：B，戰鬥續行：A，直感：C，守護騎士：A+，殉教者之魂：B+，神性：C
Berserker／坂田金時（聲：遊佐浩二）
身高：190厘米，體重：88公斤，屬性：秩序・善
參數：筋力：A+，耐久：B，敏捷：B，魔力：C，幸運：C，宝具：C
擁有技能：狂化：E，動物對話：C，天性的肉體：C，神性：D

## 出版書籍
單行本由角川書店發行，以TYPE-MOON BOOKS作為品牌。

### 小說
| 集數 | 日文標題 | 中文標題                                              | TYPE-MOON      | TYPE-MOON              | 角川文庫       | 角川文庫               | 台灣角川      | 台灣角川               | 天闻角川      | 天闻角川               | 解說     |
| 集數 | 日文標題 | 中文標題                                              | 發行日期       | ISBN                   | 發行日期       | ISBN                   | 發行日期      | ISBN                   | 發行日期      | ISBN                   | 解說     |
| ---- | -------- | ----------------------------------------------------- | -------------- | ---------------------- | -------------- | ---------------------- | ------------- | ---------------------- | ------------- | ---------------------- | -------- |
| 1    |          | 外典：聖杯大戰（台版） 外典：圣杯大战（陆版）         | 2012年12月31日 | ISBN 978-4-04-103887-1 | 2019年9月21日  | ISBN 978-4-04-108534-9 | 2018年2月14日 | ISBN 978-957-564-041-5 | 2023年4月     | ISBN 978-7-5140-2346-6 | 不適用   |
| 2    |          | 黑之輪舞 / 赤之祭典（台版） 黑之轮舞/红之祭典（陆版） | 2013年8月16日  | ISBN 978-4-04-103836-9 | 2019年11月21日 | ISBN 978-4-04-108535-6 | 2018年9月27日 | ISBN 978-957-564-410-9 | 2023年6月20日 | ISBN 978-7-5140-2347-3 |          |
| 3    |          | 聖人的凱旋                                            | 2013年12月31日 | ISBN 978-4-02-234836-4 | 2020年1月23日  | ISBN 978-4-04-108536-3 | 2019年9月5日  | ISBN 978-957-743-205-6 | 2023年8月     | ISBN 978-7-5140-2358-9 | 櫻井光   |
| 4    |          | 熾天之杯                                              | 2014年5月30日  | ISBN 978-4-12-345836-8 | 2020年2月21日  | ISBN 978-4-04-108537-0 | 2020年2月27日 | ISBN 978-957-743-545-3 | 2023年8月     | ISBN 978-7-5140-2409-8 | 奈須蘑菇 |
| 5    |          | 邪龍與聖女                                            | 2014年12月30日 | ISBN 978-4-12-345246-5 | 2020年3月24日  | ISBN 978-4-04-108538-7 | 2020年6月24日 | ISBN 978-957-743-816-4 | 2024年2月     | ISBN 978-7-5140-2663-4 | 不適用   |

### 漫畫
| 卷數 | KADOKAWA       | KADOKAWA               | 台灣角川       | 台灣角川               |
| 卷數 | 發售日期       | ISBN                   | 發售日期       | ISBN                   |
| ---- | -------------- | ---------------------- | -------------- | ---------------------- |
| 1    | 2016年8月23日  | ISBN 978-4-04-104684-5 | 2017年8月10日  | ISBN 978-986-473-826-7 |
| 2    | 2017年1月26日  | ISBN 978-4-04-105220-4 | 2017年8月10日  | ISBN 978-986-473-827-4 |
| 3    | 2017年6月24日  | ISBN 978-4-04-105765-0 | 2017年12月25日 | ISBN 978-957-853-162-8 |
| 4    | 2017年10月24日 | ISBN 978-4-04-106099-5 | 2019年1月28日  | ISBN 978-957-564-689-9 |
| 5    | 2018年1月26日  | ISBN 978-4-04-106487-0 | 2019年12月18日 | ISBN 978-957-743-405-0 |
| 6    | 2018年7月26日  | ISBN 978-4-04-107166-3 | 2020年3月25日  | ISBN 978-957-743-595-8 |
| 7    | 2019年2月26日  | ISBN 978-4-04-107811-2 | 2020年9月28日  | ISBN 978-957-743-977-2 |
| 8    | 2019年11月26日 | ISBN 978-4-04-108687-2 |                |                        |
| 9    | 2020年10月26日 | ISBN 978-4-04-108690-2 |                |                        |
| 10   | 2021年7月26日  | ISBN 978-4-04-111676-0 |                |                        |
| 11   | 2021年9月25日  | ISBN 978-4-04-111677-7 |                |                        |
| 12   | 2022年3月26日  | ISBN 978-4-04-111678-4 |                |                        |
| 13   | 2022年9月26日  | ISBN 978-4-04-112945-6 |                |                        |
| 14   | 2023年3月25日  | ISBN 978-4-04-112946-3 |                |                        |
| 15   | 2023年10月26日 | ISBN 978-4-04-113945-5 |                |                        |

- Fate/Apocrypha material（2015年8月14日發售） 本作設定資料集。

## 電視動畫
由A-1 Pictures負責製作，2017年7月1日播放。

### 製作人員
- 原作：東出祐一郎 / TYPE-MOON
- 作品原案：近衛乙嗣
- 監督：浅井義之
- 系列構成：東出祐一郎
- 美術監督：井上一宏
- 美術設定：須江信人
- 色彩設計：茂木孝浩、土居真紀子
- 攝影監督：岡崎正春
- 編集：高橋步
- 音響監督：岩浪美和
- 音響製作：HALF H・P STUDIO
- 音樂：横山克
- 製作：A-1 Pictures

### 主題曲
片頭曲
「英雄 命運之詩（英雄 運命の詩）」（第1－12.5話）
填詞、作曲、編曲：ryo（supercell），主唱：EGOIST
第1話作片尾曲使用。
「塵埃（ASH）」（第13－24話、第25話）
填詞：（SID樂團），作曲：御惠明希（SID樂團），編曲：江口亮，主唱：LiSA
片尾曲
「慾望（Désir）」（第2－12話、第25話）
填詞：MARiA，作曲：toku，編曲、主唱：GARNiDELiA
「聲音（KOE）」（第13－24話）
填詞、作曲、編曲：Saku，主唱：ASCA

### 各話列表
| 話數      | 日文標題 | 中文標題           | 劇本                         | 分鏡                         | 演出                         | 作畫監督 | 總作畫監督                   | 原作卷 |
| --------- | -------- | ------------------ | ---------------------------- | ---------------------------- | ---------------------------- | --- | ---------------------------- | ------ |
| 第1話     |          | 外典：聖杯大戰     | 東出祐一郎                   | 淺井義之                     | 淺井義之                     | 須藤智子、蛯名秀和 | 山田有慶                     | 第1卷  |
| 第2話     |          | 聖女的啟程         | 東出祐一郎                   | 平野宏樹                     | 淺井義之                     | 伊藤公規、德岡纊平 | 山田有慶                     | 第1卷  |
| 第3話     |          | 前行的命運         | 小太刀右京                   | 熨斗谷充孝                   | 熨斗谷充孝                   | 鈴木豪、辻佐智子 | 須藤智子                     | 第1卷  |
| 第4話     |          | 生的代價，死的償還 | 東出祐一郎                   | 宮尾佳和                     | 町谷俊介                     | 河野敏彌、西口智也 | 蛯名秀和                     | 第1卷  |
| 第5話     |          | 天之聲             | 東出祐一郎                   | 五十嵐卓哉                   | 松林唯人                     | 古住千秋、臼井江 | 伊藤公規                     | 第2卷  |
| 第6話     |          | 叛逆的騎士         | 小太刀右京                   | 入江泰浩                     | 青柳宏宜                     | 德岡纊平、木村行隆 | 山田有慶                     | 第2卷  |
| 第7話     |          | 自由的所在         | 三輪清宗                     | 淺井義之                     | 長山延好                     | 齊藤千惠、竹内忠 吉田美和 | 須藤智子                     | 第2卷  |
| 第8話     |          | 開戰的狼煙         | 小太刀右京                   | 平野宏樹                     | 平野宏樹                     | 辻佐智子、鈴木豪 齊藤大輔 | 蛯名秀和                     | 第2卷  |
| 第9話     |          | 百焰與百華         | 小太刀右京                   | 森大貴                       | 森大貴                       | 河野敏彌、西口智也 山村俊了、宮下雄次 伊藤公規、三浦武弘 西村真理子                                                                | 伊藤公規                     | 第2卷  |
| 第10話    |          | 如花凋零           | 關根步美                     | 小島正幸                     | 小野涉                       | 菊池貴行、朝岡卓矢 重松晉一 | 山田有慶                     | 第2卷  |
| 第11話    |          | 永遠的光輝         | 三輪清宗                     | 松林唯人                     | 松林唯人                     | 古住千秋、臼井江 山崎浩平、栗西祐輔 野間聰司、三浦武弘 武佐友紀子                                                                  | 須藤智子                     | 第2卷  |
| 第12話    |          | 聖人的凱旋         | 三輪清宗                     | 淺井義之 榎戶駿 平野宏樹     | 平野宏樹                     | 廣江啟輔、木村行隆 齋藤美香、中井江巳 濱友里惠、高橋和也 河野敏彌、山崎浩平 菊地貴行、栗西祐輔                                     | 蛯名秀和                     | 第2卷  |
| 第12.5 話 |          | 聖杯大戰開幕篇     | 東久保榮太、大海宏介（導演） | 東久保榮太、大海宏介（導演） | 東久保榮太、大海宏介（導演） | 東久保榮太、大海宏介（導演） | 東久保榮太、大海宏介（導演） | 不適用 |
| 第13話    |          | 最後的御主         | 東出祐一郎                   | 宮尾佳和                     | 淺見松雄                     | 田中一真、臼井里江 古住千秋、三浦武弘 栗西祐輔、野間聰司 小林理、蛯名秀和                                                            | 伊藤公親                     | 第3卷  |
| 第14話    |          | 救世的祈禱         | 小太刀右京                   | 佐藤光敏                     | 西島圭祐                     | 辻早智子、山村俊了 河野敏彌、入江崇 栗田聰美、木村行隆 濱友里惠、山崎浩平 小林理                                                   | 山田有慶                     | 第3卷  |
| 第15話    |          | 即使道路不同       | 關根步美                     | 松林唯人                     | 嵯峨敏                       | 谷口繁則、今泉龍太 佐藤弘明、前場健次 渡邊一平太                                                                                   | 須藤智子                     | 第3卷  |
| 第16話    |          | 開膛手傑克         | 三輪清宗                     | 今泉賢一                     | 板庇迪                       | 古住千秋、臼井江 原友樹、小林理 細澤光                                                                                             | 蛯名秀和                     | 第3卷  |
| 第17話    |          | 夢幻曲             | 東出祐一郎                   | 中山奈緒美                   | 仲野良                       | 廣江啟輔、濱友里惠 木村行隆、青野厚司 井上香織、小林理 山崎浩平、大原大 西村真理子                                                 | 伊藤公規                     | 第3卷  |
| 第18話    |          | 來自地獄           | 小太刀右京                   | 入江泰浩                     | 門間和彌                     | 三浦武弘、野間聰司 栗西祐輔、小林理 高橋和也、山崎浩平 菊池貴行、菅振宇 川﨑玲奈                                                   | 山田有慶                     | 第4卷  |
| 第19話    |          | 終結的早晨         | 關根步美                     | 小島正幸                     | 小林孝志                     | 小畑賢、桐谷真咲 挽本敦子、小林優子 松下純子、服部益美 木下勇喜                                                                    | 須藤智子                     | 第4卷  |
| 第19.5話  |          | 聖杯大戰動亂篇     | 東久保榮太（導演）           | 東久保榮太（導演）           | 東久保榮太（導演）           | 東久保榮太（導演） | 東久保榮太（導演）           | 不適用 |
| 第20話    |          | 翱翔天際           | 三輪清宗                     | 許平康                       | 山本恭平 淺見松雄 坂詰嵩仁   | 河野敏彌、辻早智子 蛯名秀和、山崎浩平 山村俊了、菅振宇 山田有慶、細澤光 普津澤時衞門                                               | 蛯名秀和                     | 第4卷  |
| 第21話    |          | 天蠍一射           | 小太刀右京                   | 宮尾佳和                     | 西島圭祐                     | 古住千秋、臼井江 廣江啟輔、木村行隆 小林理、早川麻美 原友樹、伊藤公規 河野敏彌、辻早智子 濱友里惠                                  | 伊藤公規                     | 第5卷  |
| 第22話    |          | 再會與別離         | 三輪清宗                     | 伍柏諭                       | 伍柏諭                       | 伍柏諭、濱友里惠 | 不適用                       | 第5卷  |
| 第23話    |          | 前往彼方           | 東出祐一郎                   | 平川哲生 榎戶駿              | 板庇迪                       | 三浦武弘、野間聰司 栗西裕輔、田中一真 高橋和也、小林理 木村行隆、青野厚司 臼井江、原友樹 濱友里惠                                  | 須藤智子                     | 第5卷  |
| 第24話    |          | 聖杯戰爭           | 東出祐一郎                   | 西澤晉                       | 仲野良                       | 辻早智子、山村俊了 河野敏彌、山崎浩平 廣江啟輔、細澤光 菊池貴行、古住千秋 野間聰司、原友樹 臼井江、早川麻美 普津澤時衞門、濱友里惠 | 蛯名秀和                     | 第5卷  |
| 第25話    |          | Apocrypha          | 東出祐一郎                   | 淺井義之                     | 淺井義之 嵯峨敏              | 田中一真、須藤智子 蛯名秀和、濱友里惠 廣江啟輔、古住千秋 普津澤時衞門、原友樹 高橋和也、河野敏彌 辻早智子、三浦武弘                | 山田有慶 伊藤公規            | 第5卷  |

### 播放電視台
日本深夜動畫：下文記載的日本国内播放時間使用日本標準時間（UTC+9）表示。因為部分時間标识會採用30小时制，因此請留意这类超过24:00的时间，其實際播放時間為翌日清晨。
| 播放日期                    | 播放時間                           | 播放電視台     | 所屬聯播網 | 備註                               |
| --------------------------- | ---------------------------------- | -------------- | ---------- | ---------------------------------- |
| 2017年7月2日 - 12月31日     | 星期六 00:00 - 00:30（星期六深夜） | 東京都會電視台 | 東京都     | 製作参加                           |
|                             |                                    | 栃木電視台     | 栃木縣     |                                    |
|                             |                                    | 群馬電視台     | 群馬縣     |                                    |
|                             |                                    | 日本BS放送     | 日本全國   | BS放送 / 『ANIME+』節目 / 製作参加 |
| 2017年7月5日 - 2018年1月7日 | 星期二 03:30 - 04:00（星期二深夜） | 毎日放送       | 近畿廣域圏 | 『アニメ特区』第3部                |

網路播映部分，日本於2017年7月3日星期一起由Netflix獨自播送。

### Blu-ray BOX
| 卷 | 發售日         | 收錄話         | 規格編號        | 封面英靈                     |
| -- | -------------- | -------------- | --------------- | ---------------------------- |
| I  | 2017年12月27日 | 第1話－第12話  | ANZX-14121〜6   | 七騎黑方從者、貞德、齊格     |
| II | 2018年3月28日  | 第13話－第25話 | ANZX-144127〜32 | 七騎紅方從者、天草四郎、齊格 |